# Balve

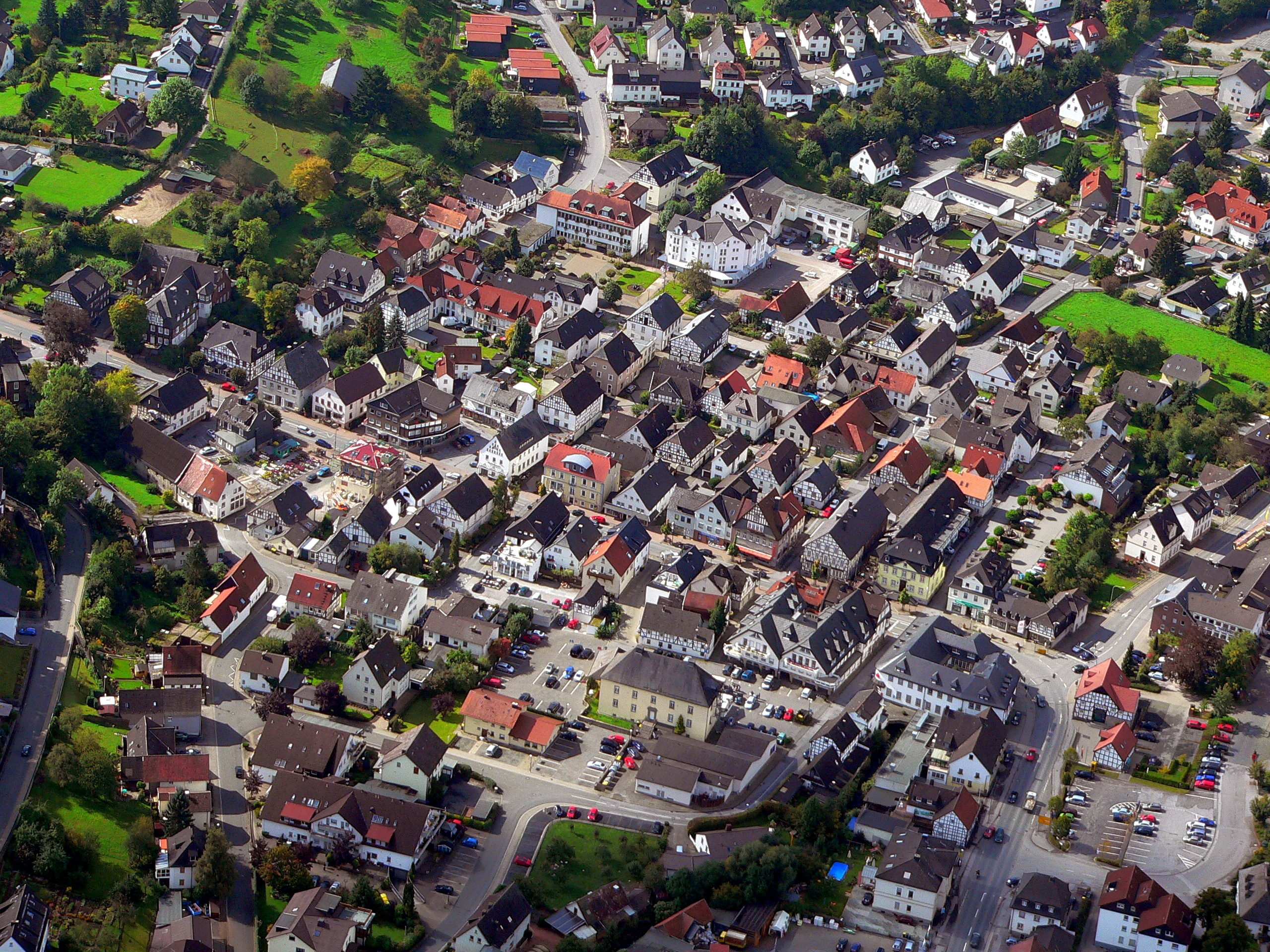
Balve 2007, Stadtzentrum

Karte von Balve und seinen Ortsteilen

Balve [ˈbalvə], eine Kleinstadt in Nordrhein-Westfalen mit Stadtrecht seit 1430, liegt im Hönnetal, einem Flusstal im Sauerland. Über viele Jahrhunderte war die Stadt eine Grenzfestung des kurkölnischen Sauerlandes. Ihr Wahlspruch „Säu faste ärre Balve“ (so fest wie Balve) gilt als Ausdruck ihrer Wehrhaftigkeit und stammt aus der Zeit des Truchsessischen Krieges. Stadtpatron ist der Evangelist und Apostel Johannes.
Politisch dem Regierungsbezirk Arnsberg zugeordnet, gehört Balve zum Märkischen Kreis und zur Region Südwestfalen. Bekannt ist der Ort vor allem durch die Balver Höhle, die zu den wichtigsten Fundplätzen der Mittleren Altsteinzeit zählt und zugleich als größte „Kulturhöhle“ Europas (= prähistorische Siedlungsstätte) gilt. Sie wird heute für kulturelle Veranstaltungen genutzt. Die alte Balver Pfarrkirche ist ein bedeutendes Beispiel romanischer Hallenkirchen in Westfalen und verfügt über kunstvolle Fresken aus dem 13. Jahrhundert.

## Geographie

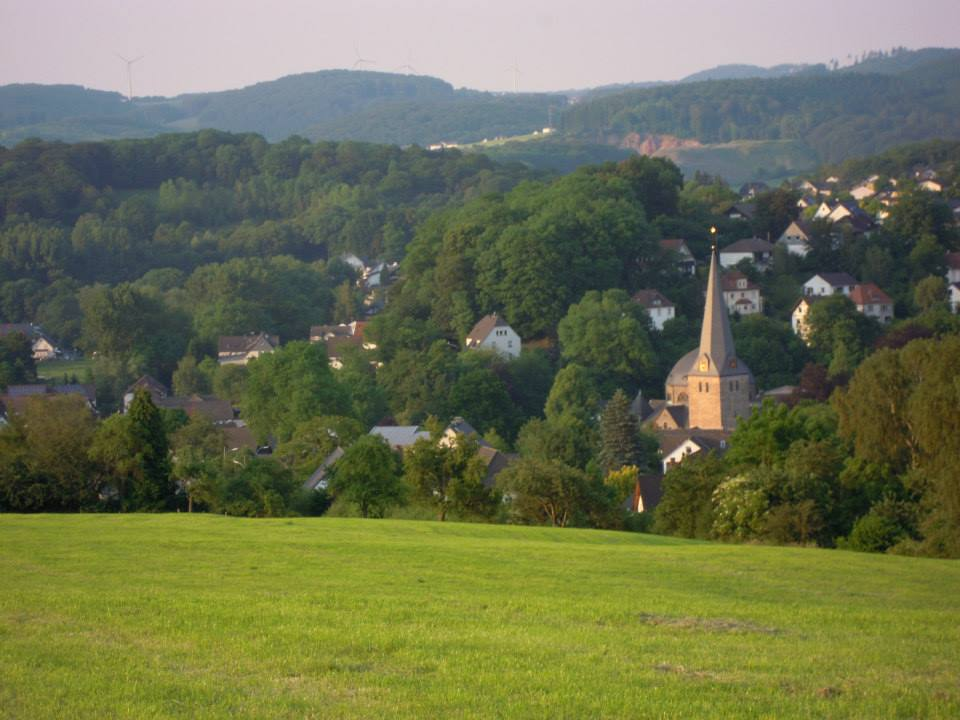
Balve – Pfingsten 2014, vom Wachtloh aus gesehen

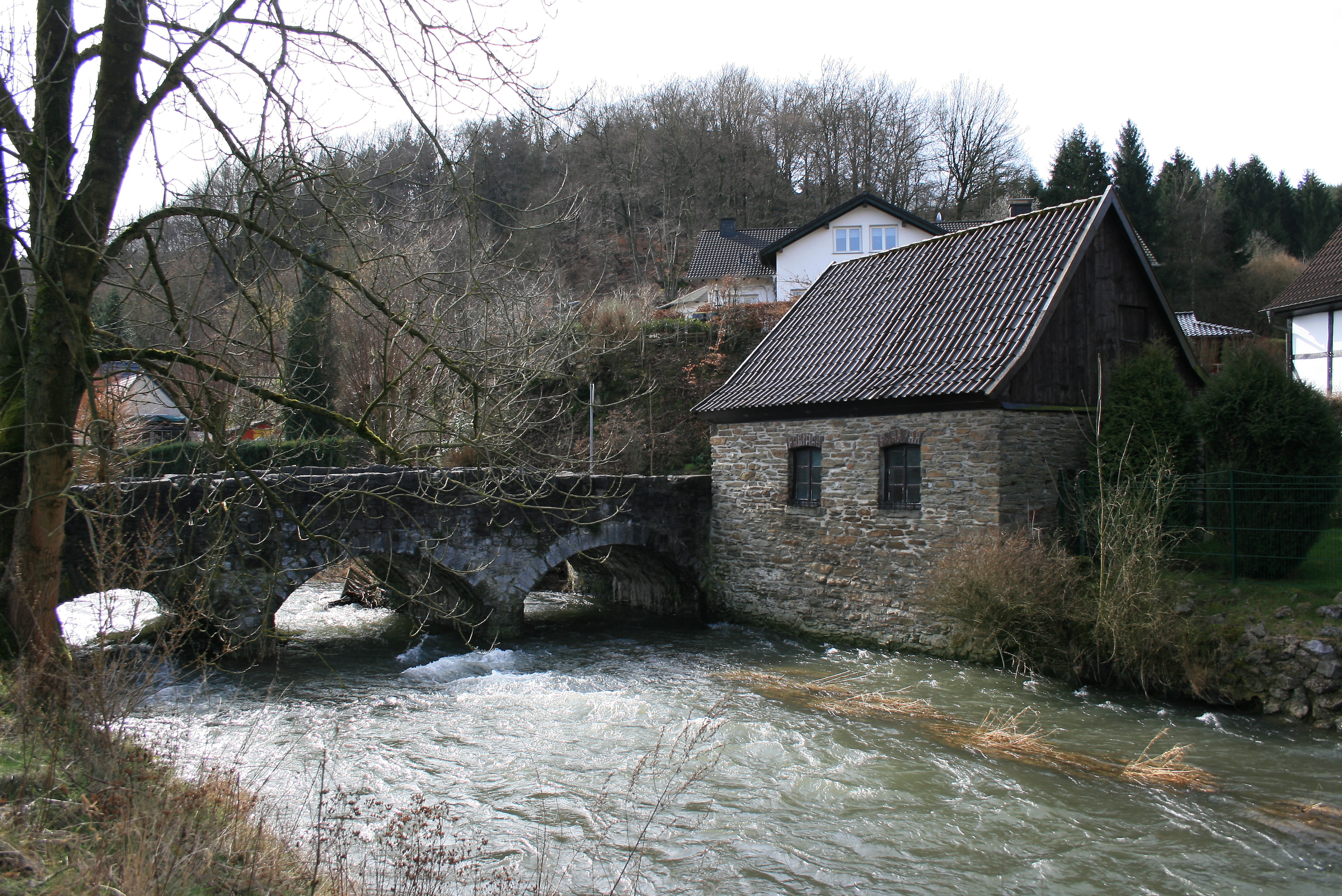
Alte Hönnebrücke in Volkringhausen

### Lage
Die Stadt liegt am Fuß des Balver Waldes im Naturpark Sauerland-Rothaargebirge, unweit des Sorpesees, einer Talsperre im Hochsauerlandkreis. Der Höhenzug Iserlohner Höhe im Nordwesten grenzt an die Stadtgebiete von Hemer, Menden, Iserlohn, Neuenrade, Sundern und Arnsberg. Nach Osten wird das Stadtgebiet durch den Hochsauerlandkreis begrenzt. Nach Westen führen die Verkehrsverbindungen nach Neuenrade und Werdohl. Die Hönne fließt auf 13,2 km Länge durch das Stadtgebiet.

### Stadtgliederung
Die Stadt Balve gliedert sich in sieben Ortsteile:
1. den um Helle erweiterten Stadtkern von Balve
2. Beckum einschließlich Geflügelhof Brinkmann und Wocklum
3. Eisborn mit Grübeck, Haustadt, Horst, Klusensteiner Mühle und Mailinde
4. Garbeck mit Frühlinghausen, Höveringhausen und Leveringhausen
5. Langenholthausen mit Benkamp, Kesberg und Dieken
6. Mellen und Melscheder Mühle sowie
7. Volkringhausen, erweitert um Binolen und Sanssouci.[2]

### Nachbargemeinden
| Iserlohn/Hemer     | Menden    | Arnsberg  |
| Stephanopel/Altena | Windrose  | Sundern   |
| Werdohl            | Neuenrade | Allendorf |

## Geschichte

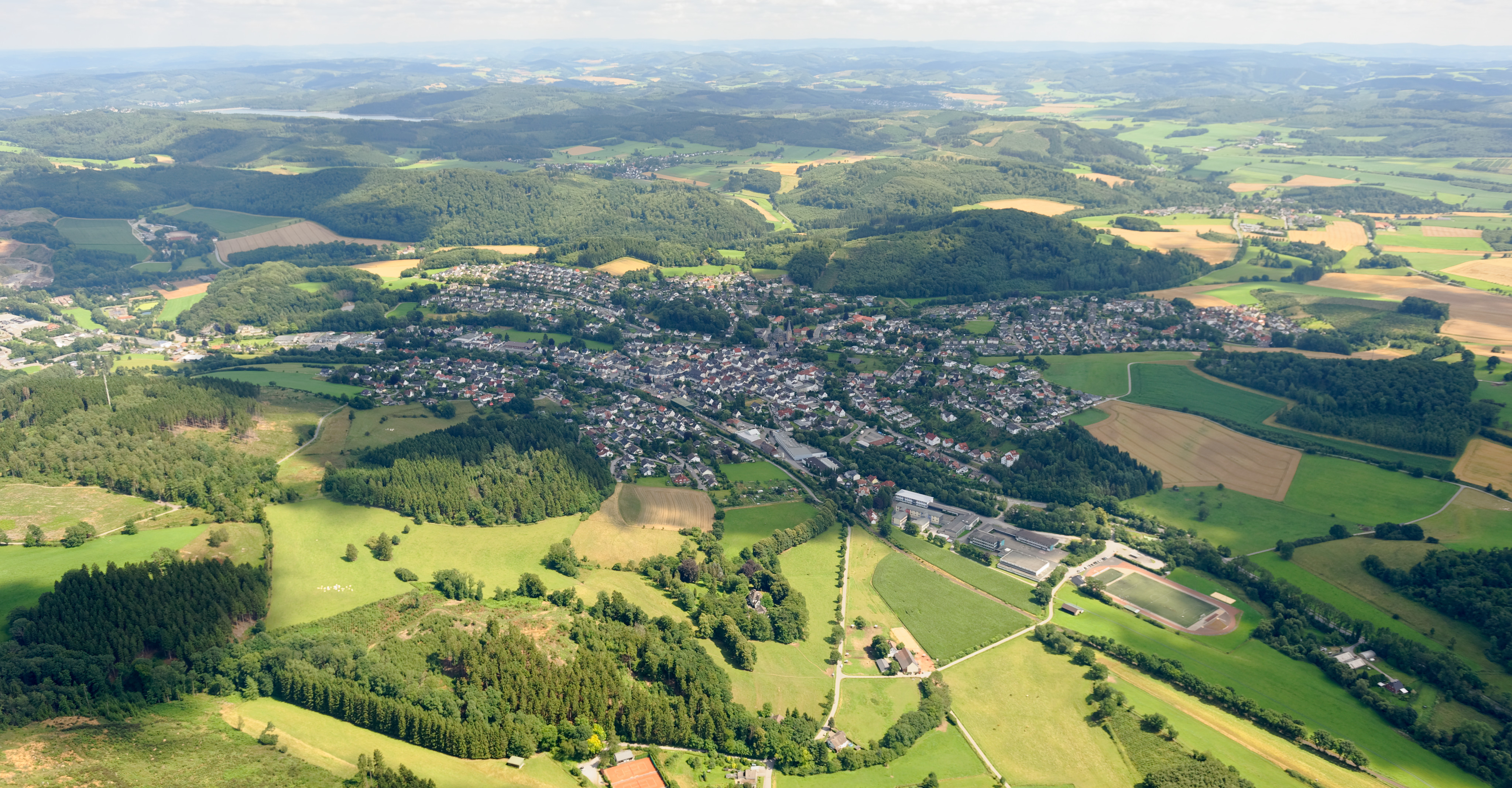
Luftaufnahme

### Vor- und Frühgeschichte
In Balve befindet sich eine der größten Dinosaurier-Fundstellen in Deutschland. Es wurden Dinosaurier-Zähne (Iguanodon), Frühsäuger-Knochen, Stücke von Schildkröten-Panzern gefunden. Einheimische Mineraliensammler stießen im Jahr 2002 auf Überreste von insgesamt acht identifizierten Spezies der Dinosaurier, die sämtlich in die Kreidezeit datiert werden können. Wissenschaftler schätzen das Alter der Knochen, die heute im LWL-Museum für Naturkunde in Münster aufbewahrt werden, auf 140 Millionen Jahre. Das von dort ausgeliehene Modell eines Triceratops befindet sich heute im Museum für Vor- und Frühgeschichte in Balve-Wocklum. In der gleichen Fundstelle wurden auch zwei neue Nagetierarten der sogenannten Multituberculata aus der Kreidezeit entdeckt. Die Arten Bructerodon alatus und Cheruscodon balvensis waren in etwa so groß wie Mäuse oder Ratten. Balve ist neben einer Fundstelle in Großbritannien der einzige europäische Ort, an dem Fossilien von Multituberculata gefunden wurden.

Balver Höhle um 1900 (handkoloriert)

Älteste menschliche Siedlungsspuren aus der Umgebung Balves stammen aus der Altsteinzeit. In der Balver Höhle lagerten bereits in der frühen Weichsel-Eiszeit zur Zeit der Neandertaler vor 100.000 bis 40.000 Jahren Jägergruppen, die im Hönnetal eiszeitliche Großsäuger jagten. Daher ist die Balver Höhle als Kulturhöhle einzuordnen.
Auch in der Jüngeren Altsteinzeit wurden die Balver Höhle und auch andere Höhlen im Hönnetal, wie die Volkringhauser Höhle vor dem Hochglazial der Weichsel-Kaltzeit, vor rund 35.000 bis 30.000 Jahren, von Jägergruppen des Aurignacien und Gravettien aufgesucht. Hier gehörten Wildpferde, Wollnashörner und Rentiere zu den beliebten Jagdzielen. Tatsächlich jedoch gibt es keine archäologischen Belege, dass auch Mammuts gejagt wurden.
In der späten Weichsel-Eiszeit vor rund 12.000 Jahren waren es spezialisierte Rentierjäger, die in Balve ihre Lager aufschlugen. Im Holozän bewohnten Jäger und Sammler der Mittelsteinzeit die Höhlen um Balve. Sie errichteten auch auf den Flussterrassen der Hönne ihre Lager. In der Umgebung von Balve fanden sich in Höhlen und auf den Flussterrassen der Hönne Belege für eine Besiedlung in der Jungsteinzeit.

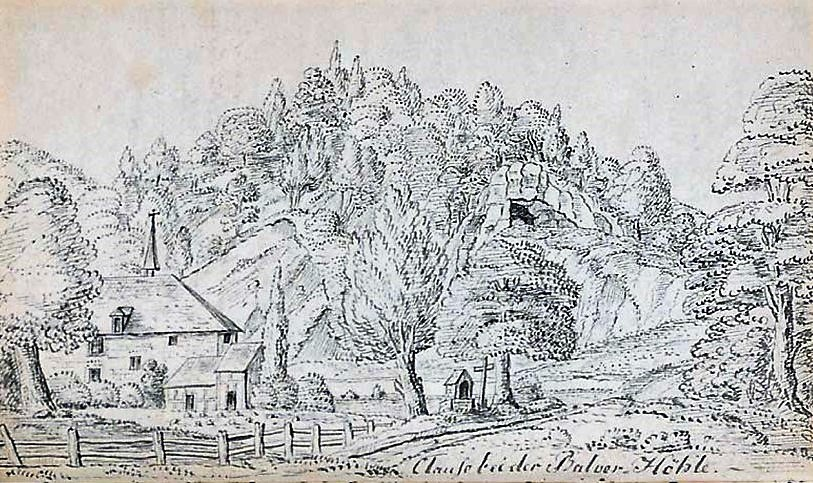
Friedrich C.D. von und zu Brenken 1821 – Balver Höhle vor der Freilegung

Auf dem Höhenrücken „In den Gleiern“ befinden sich die sogenannten Hünengräben, eine vorgeschichtliche Wallanlage, die durch archäologische Ausgrabungen in den Jahren 2007 und 2008 in die Latènezeit des 2. bzw. 1. vorchristlichen Jahrhunderts datiert werden konnte.

### Besiedlung in der römischen Kaiserzeit
Grabungen des Westfälischen Museums für Archäologie Außenstelle Olpe in den Jahren 1984–86 ergaben in Balve-Garbeck ein Großgebäude, mehrere Grubenhäuser und Pfostenspeicher, drei Urnengräber und Spuren eines umfangreichen Eisenhandwerkes (siehe auch Laumann, H. (1987): Eine germanische Siedlung des 1. Jahrhunderts n. Chr. in Balve-Garbeck. Der Märker 36, S. 75–79). An verschiedenen Stellen wurden insgesamt zehn „Spinnwirtel“ aus Blei zusammengetragen, so dass man hier auch von einer Textilfabrikation ausging (nach heutiger Erkenntnis handelt es sich hierbei und bei den vielen anderen im westfälischen Raum zusammengetragenen „Spinnwirteln“ aller Wahrscheinlichkeit nach um Bleigussreste). Die begleitende Keramik erlaubte die Datierung in die erste Hälfte des 1. Jahrhunderts n. Chr. Ebenfalls wurden am Fundplatz zehn Kleinbarren und Gussreste entdeckt. Die Gussreste lassen vermuten, dass die Bleiobjekte am Ort gegossen wurden.
Das Haus, erbaut an der höchsten Stelle im Areal des Hofes über der Hönne, stand in Ost-West-Richtung und verfügte über eine große Halle mit 17 m Länge und sechs Metern Breite, nur wenige Pfosten konnten noch mit Sicherheit erkannt werden. Von den Eingängen oder der inneren Aufteilung sind keine Spuren vorhanden. Ein typischer Gegenstand der Garbecker Grabung, der die Befunde für das frühe 1. Jahrhundert festschreibt, ist die Situla, ein pokalähnliches Gefäß.

### Mittelalter
Der Ort Balve hat sich im frühen Mittelalter aus drei Höfen (Oberhof bei der Kirche, Niederhof an der Hönne und Salhof/Selhof neben der Höhle) entwickelt. Die Olle Borg bei Wocklum stammt wahrscheinlich nicht aus karolingischer, sondern erst aus ottonischer Zeit.
Über den Ortsnamen „Balve“ wurde viel spekuliert, gesicherte Erkenntnisse liegen nicht vor (zur Deutungsgeschichte siehe Ausführungen zum Ortsnamen bei H.H. Hochkeppel & T. Schmitz 2007).
- Die angeblich älteste schriftliche Erwähnung stammt aus der Vita Liudgeri III, Buch II, Kapitel 31. Nach der Legende wurde im Jahr 864 ein blindes Mädchen aus Balve („de villa quae Ballova“) am Grab des Liudger in der Krypta des Klosters Werden sehend.[12] Die lateinische Wortgruppe ist vieldeutig. Sie wird allgemein mit „Dorf namens Balve“ übersetzt, obwohl es damals eine dörfliche Ansiedlung im heutigen Sinne nicht gegeben haben kann. Sachsen lebten im 9. Jh. auf Einzelhofanlagen.
- Im Jahr 890 bat Bischof Wigbert von Verden auf der Synode zu Forchheim Kaiser Arnulf, ihm unter anderem Güter zu „Ballava“, die er bisher als königliches Lehen besaß, als Eigentum zu überlassen.[13]
- Balve wurde 946 als Ballova, 980 als Ballava erwähnt. Der Name wandelte sich über Ballevan (1010) und Baleve (1196) zu Balve, dem heutigen Namen, der 1348 erstmals genannt wird.[14]
- Der Name „Ballova“ wird in der isländischen Handschrift A der Thidrekssaga erwähnt. Nach dieser Sage sollen dort zwei „Zwerge“ in einem Berg dieses Namens als Schmiede gearbeitet haben.[15] Der Name des Schwertes von Siegfried in der Nibelungensage war übrigens „Balmunc“ bzw. „Balmung“.

Im Jahr 1202 wurde in einer Urkunde ein Albertus de Balleve aus dem Adelsgeschlecht derer von Balve genannt. 1329 ist vom „Dorp te Balve“ die Rede.
1368 kam der Ort durch den Kauf der Grafschaft Arnsberg durch die Kölner Erzbischöfe für die nächsten Jahrhunderte zum territorialen Bestand des Herzogtums Westfalen. Für die weitere Entwicklung spielte die Grenzlage zur Grafschaft Mark eine wichtige Rolle. 1430 verlieh Erzbischof Dietrich von Moers dem Ort die Stadtrechte. Hiermit verbunden waren Marktprivilegien, eine eingeschränkte Gerichtsbarkeit und vor allem eine weitreichende kommunale Autonomie. Die Urkunde zur Verleihung der Stadtrechte ist vor wenigen Jahren abhandengekommen, ihr Text ist allerdings durch Abschriften überliefert. Bürger der Stadt Balve hatten wie in anderen Städten des Herzogtums Westfalen üblich einen „Bürgereid“ abzulegen. Hierüber gibt ein aus 17. Jahrhundert überliefertes Dokument Zeugnis.
Am 24. September 1480 bestätigte Erzbischof Hermann IV. von Köln die städtischen Privilegien. Für 1482 ist erstmals namentlich ein Bürgermeister überliefert.

### Neuzeit

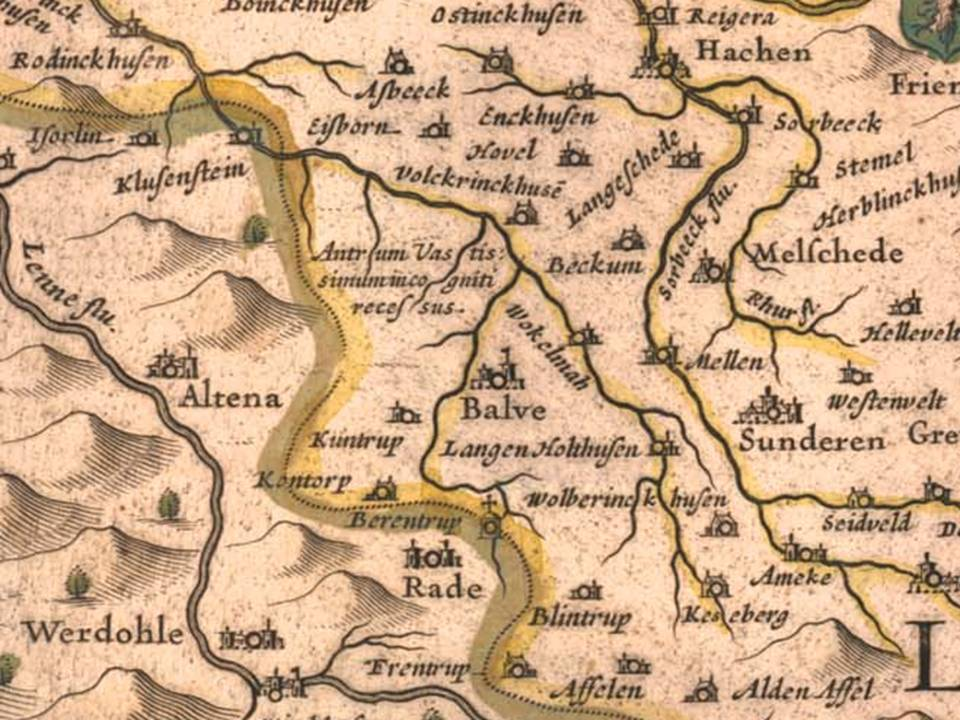
Balve 1645, historischer Kartenausschnitt aus Westphalia Ducatus, Blaeu

#### Hexenprozesse in Balve

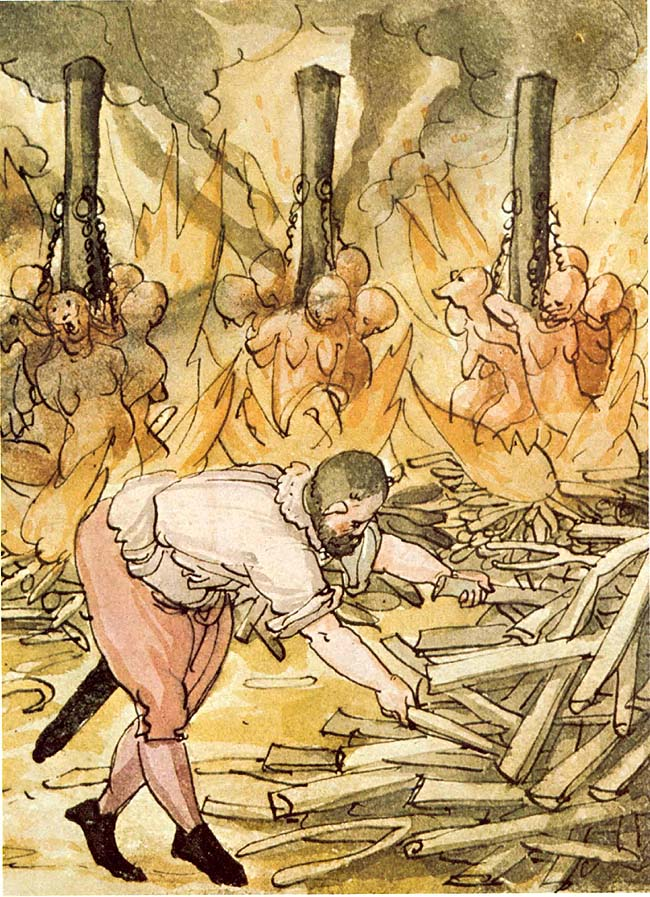
Massenhinrichtung von angeblichen Hexen 1587

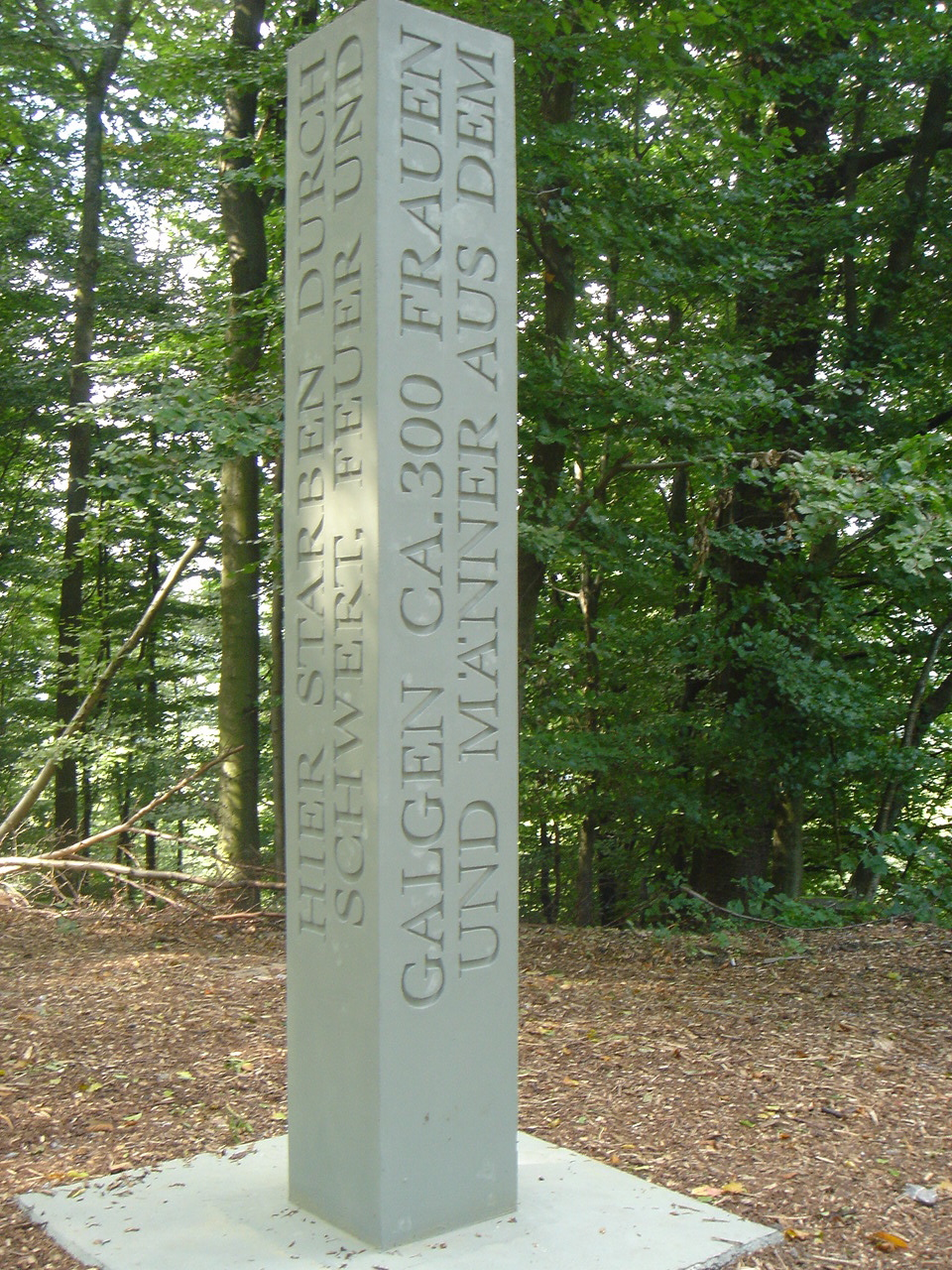
Hexenstele (2006)

Ein Zentrum der Hexenverfolgung im Herzogtum Westfalen war Balve. Hier wurden nachweislich zwischen 1592 und 1666 mehrere Hundert Menschen als Zauberer und Hexen verurteilt und ermordet. Allein zwischen 1628 und 1630 wurden fast 300 Menschen hingerichtet. Diese Massenvernichtung war das Werk eines besonders fanatischen Hexenjägers, der vor allem im Westen und Südwesten des Herzogtums wirkte und dem mehr als 500 Menschen zum Opfer fielen. Es war der Lizentiat Kaspar Reinhard (1596–1669), der so viel Angst und Schrecken verbreitete, dass auf ihn 1630 in Balve ein Attentat verübt wurde, als er mit Honoratioren der Stadt zu Abendessen saß. Er selbst wurde nur verletzt; der Gerichtsschreiber und ein Diener starben. Drei der Attentäter wurden gefasst und hingerichtet.
Auf dem Galgenberg oberhalb des Wachtloh brannten die Scheiterhaufen. Man schätzt, dass etwa jeder 20. Einwohner aus dem Amt Balve wegen Hexerei hingerichtet wurde. Von vielen kennt man die Namen. Darunter sind ein Heinrich Balke zu Beckum, Rentmeister auf Schloss Melschede, Jörg Schulte aus Mellen, Kutscher und Baumeister des Drosten, der drei Wochen nach seiner Hochzeit umgebracht wurde, sowie die Frau eines Bürgermeisters.
Im Gedenken an die Hexenverfolgung ließ die Balver Heimwacht im Jahr 2006 eine sogenannte Hexenstele nicht weit von der Stelle errichten, an der die Opfer zu Tode gebracht wurden. Der Text lautet: „Hier starben durch Schwert, Feuer und Galgen zirka 300 Frauen und Männer aus dem Balver Land im Hexenwahn im 16. bis 17. Jahrhundert.“ Die Betonstele hat eine Höhe von 2,50 Meter und befindet sich am Galgenberg. Der Rat der Stadt Balve hat am 24. Juni 2015 die Opfer der Hexenprozesse rehabilitiert.

#### Stadtbrände
Zahlreiche Stadtbrände zwischen 1584 und 1789 zerstörten immer wieder große Teile der Stadt. Zur schnellen Verbreitung des Feuers trug die Bauart (Strohdächer) und die enge Bebauung der Häuser innerhalb des Festungsgevierts bei. Beim Brand von 1789 wurden von 85 Häusern 64 zerstört. Danach wurde die Stadtmauer abgetragen und die Häuser mit größeren Abständen zueinander neu aufgebaut. Die Steine aus der Mauer wurden zum Wiederaufbau verwendet. Die Ausdehnung der Stadt erfolgte in Richtung Mühlenkamp, da die anderen Flächen Gärten und Wiesen von guter Qualität enthielten. Der Stadtplan wurde von dem Landvermesser Gipperich entworfen. Festgelegt war, dass jeweils nur zwei Häuser unmittelbar aneinander gebaut werden durften, dann erfolgte ein Zwischenraum von 40 Fuß. Ein Jahrzehnt später wurde die breite und gerade Magistrale durch die Mitte des Ortes angelegt.

Hauptstraße 1890
Hauptstraße um 1900
Hauptstraße 1903
Vor dem Postamt

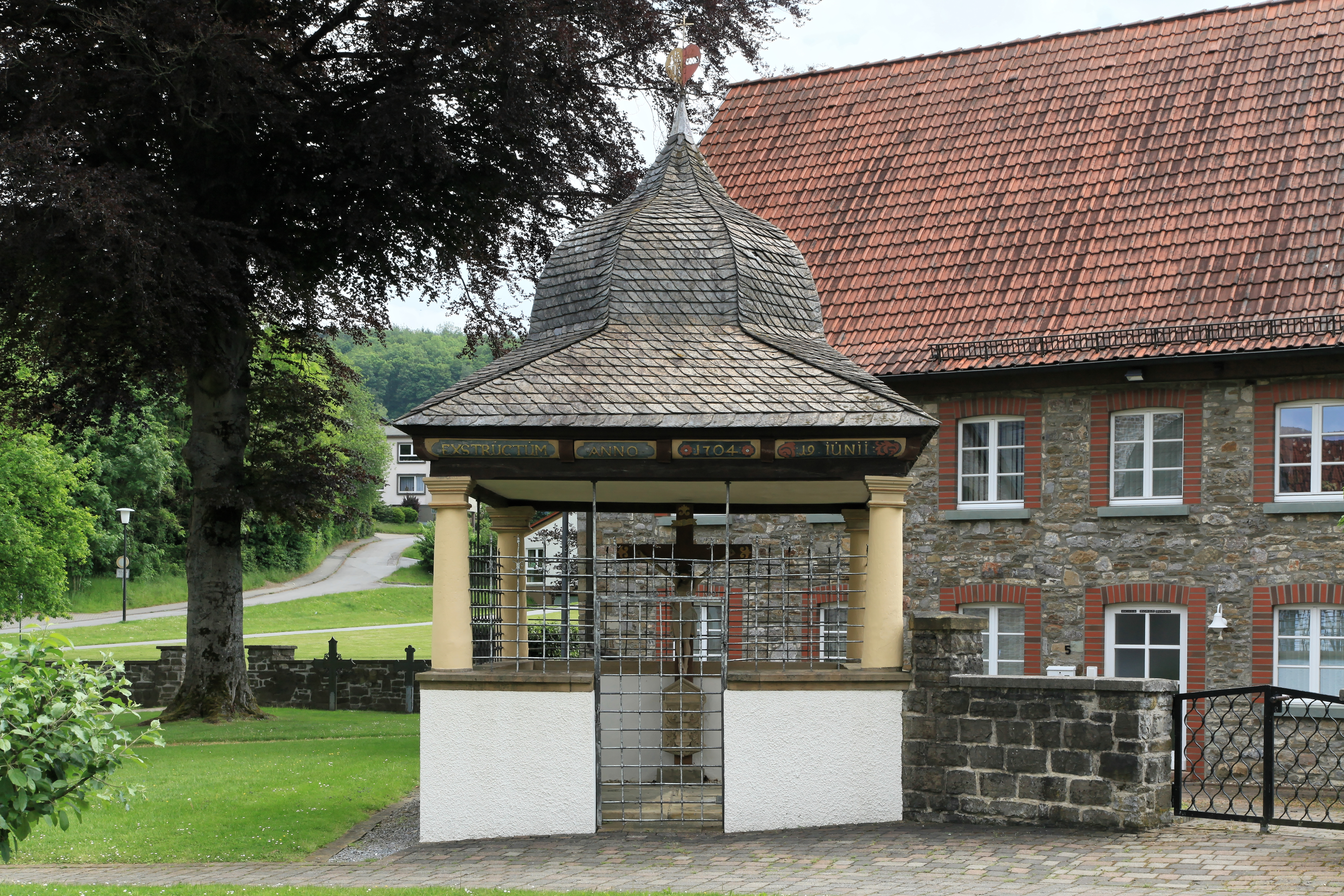
Mausoleum des Landdrosten Henneke-Schüngel (1704)

Im Siebenjährigen Krieg wurde Balve zehn Tage lang von den Franzosen besetzt, die am 24. Juni 1761 auf dem Kirchhof eine Feldbäckerei und eine Metzgerei anlegten. Dazu wurde die 2,5 m hohe Kirchhofsmauer „aus dem Grund gebrochen“, die Kirchenbänke aus der Kirche gerissen, das Mehlmagazin in die Kirche verlegt und zahlreiche Bäume gefällt.

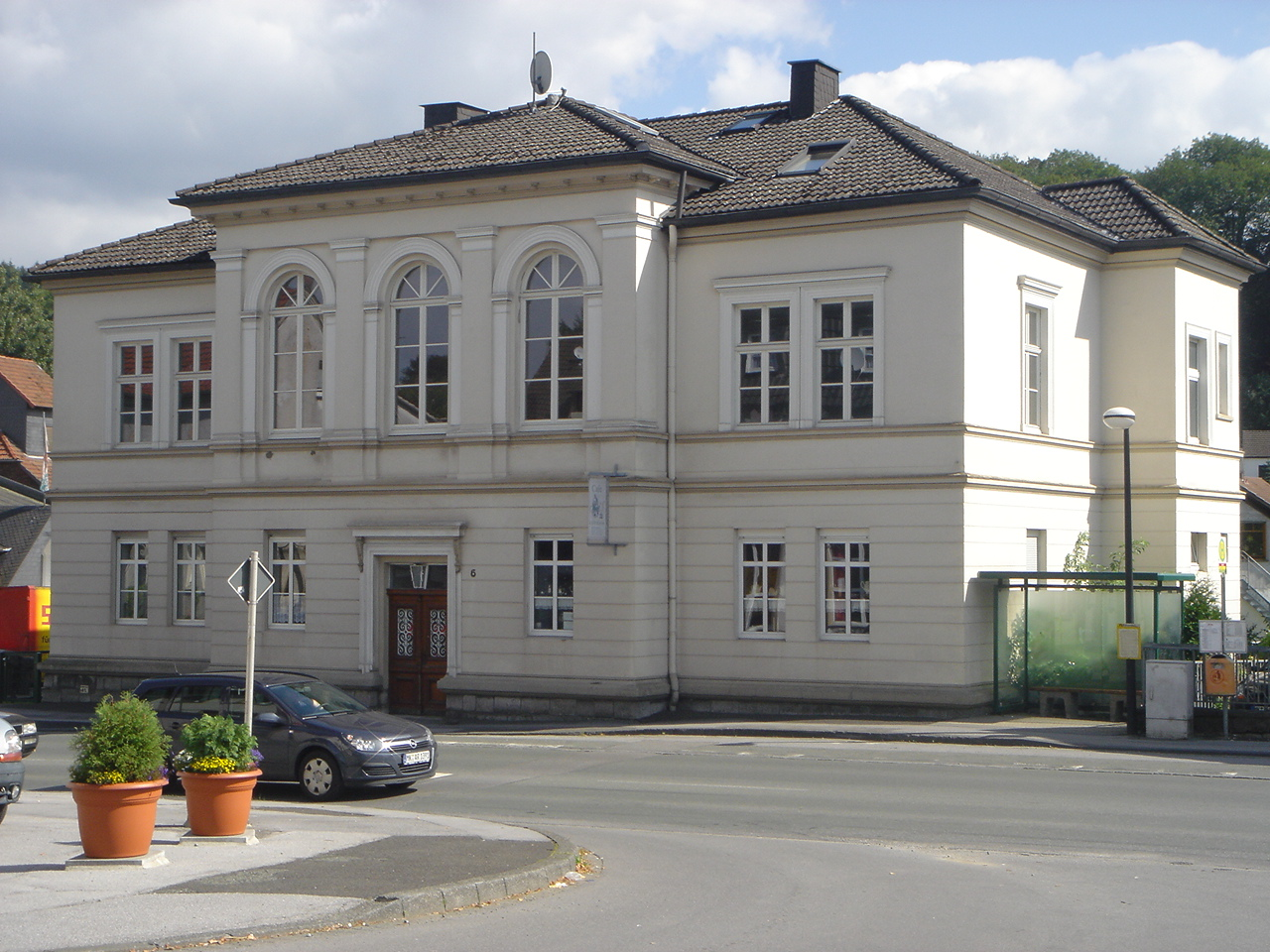
Altes Amtsgericht (1884)

Von 1802 bis 1816 war Balve Teil der Landgrafschaft (später Großherzogtum) Hessen-Darmstadt. 1816 gelangte Balve an Preußen. Von 1819 bis 1832 gehörte Balve zum Kreis Iserlohn, danach bis 1975 zum Kreis Arnsberg.

#### 20. Jahrhundert bis heute
Vom 2. bis 4. September 1922 fand in Balve die erste Tagung des Sauerländer Heimatbundes statt. Bei dieser Gelegenheit wurden auch die Festspiele Balver Höhle ins Leben gerufen. 1930 wurde die 500-Jahr-Feier zum Bestehen der Stadt (und historisch unbegründet gleichzeitig eine 1000-Jahr-Feier zum Bestehen des Ortes) begangen. Ab 1933 wurden ortsansässige Vereine und Gruppierungen wie andernorts auch der Kontrolle der nationalsozialistischen Diktatur unterworfen. Der einzige in Balve wohnende Mitbürger jüdischer Abstammung wurde 1943 nach Theresienstadt deportiert.
In den letzten Kriegsjahren wurde in den Steinbrüchen der RWK im Hönnetal das Rüstungsprojekt Schwalbe I der Organisation Todt mit mindestens 10.000 Zwangsarbeitern und KZ-Häftlingen betrieben, von denen viele Hunderte starben.
1975 wurde das alte Amt Balve aufgelöst und zu großen Teilen in die erweiterte Stadt Balve eingemeindet. Gleichzeitig wurde die Stadt zum Märkischen Kreis überführt.
Am 18. und 19. Januar 2007 wurde auch Balve von einer Naturkatastrophe, dem Orkan Kyrill, heimgesucht. Dabei wurden die Wälder um Balve, insbesondere der Balver Wald, zu großen Teilen verwüstet. Besonders in den Höhenlagen blieb kaum ein Baum stehen. Menschen kamen in Balve nicht zu Schaden. Das Erscheinungsbild der Landschaft um Balve hat sich durch den Orkan grundlegend verändert.

### Religionen
Die Christianisierung erfolgte zur Zeit Karls des Großen über die Urpfarrei Menden. Balve war eine Eigenkirche des genannten Oberhofes, der dem Rittergut Brünninghausen gehörte und der damit das Kirchenpatronat besaß. Die älteste Erwähnung der Pfarrei Balve erfolgte 1196. Sie umfasste neben Balve die Orte Wocklum, Beckum, Langenholthausen, Mellen und Volkringhausen.
Wie im überwiegenden Teil des ehemals kurkölnischen Sauerlandes ist die Mehrheit der Bevölkerung katholischer Konfession. Durch Zuzug kam es seit 1945 zu einer erheblichen Verschiebung zugunsten anderer Konfessionen und Religionen. Ende 2007 hatte Balve 8165 katholische und 2473 evangelische Einwohner. 1803 gehörten einer anderen oder keiner Religionsgemeinschaft an. Es gibt die Mimar-Sinan-Moschee der DITIB.

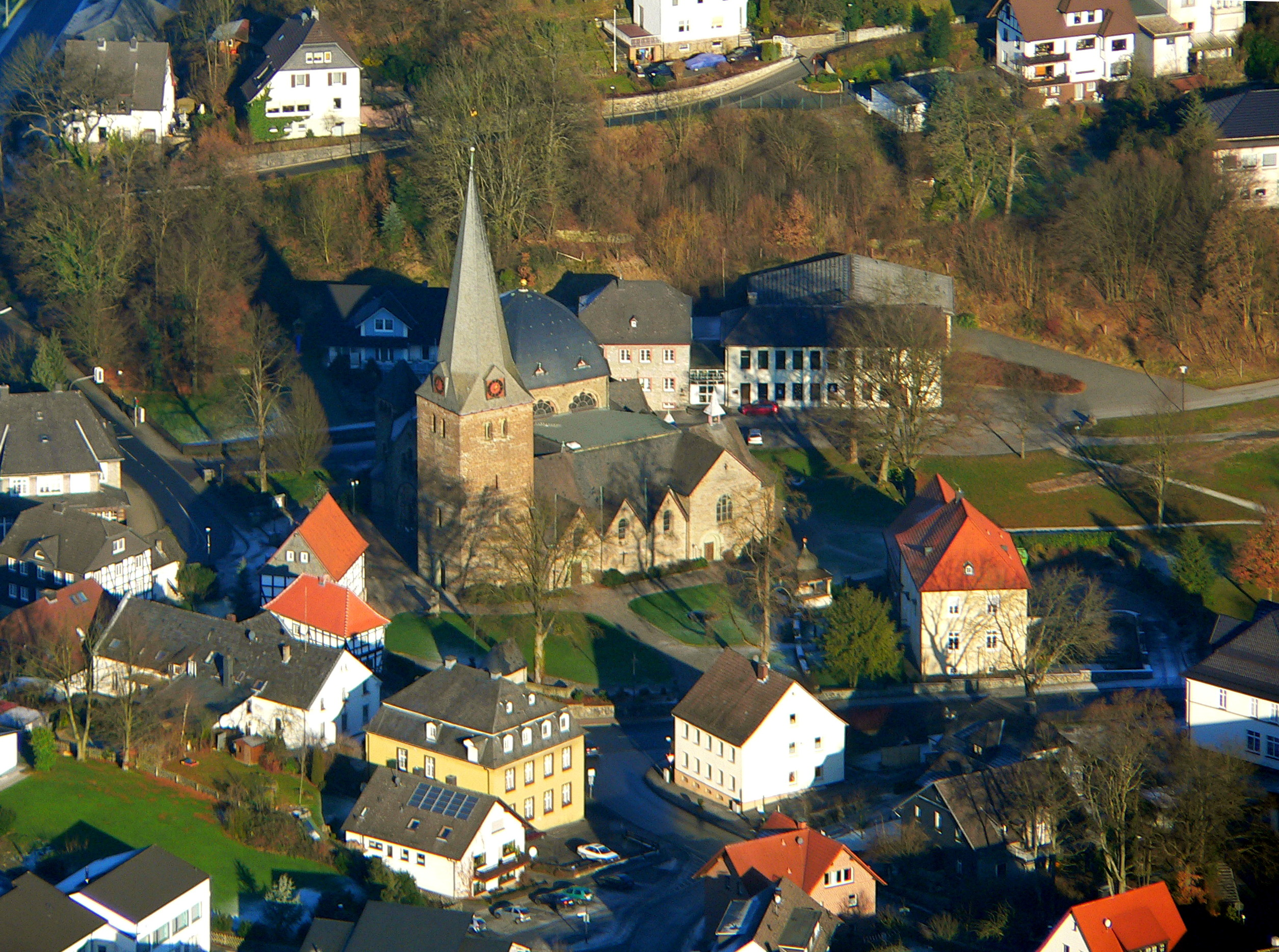
St.-Blasius-Pfarrkirche

Die katholischen Pfarrgemeinden der Stadt und näheren Umgebung sind heute im Pastoralverbund „Balve-Hönnetal“ organisiert, der zum Dekanat Märkisches Sauerland im Erzbistum Paderborn gehört. Dieser Pastoralverbund entstand durch Zusammenschluss der Pastoralverbünde „Balver Land“ und „Oberes Hönnetal“. Im Einzelnen sind es die Kirchen auf dem Gebiet der Stadt Balve: St. Blasius (Balve), St. Nikolaus (Beckum), St. Antonius (Eisborn), St. Barbara (Mellen), St. Michael (Volkringhausen), Heilige Drei Könige (Garbeck), St. Johannes (Langenholthausen) und auf dem Stadtgebiet von Neuenrade St. Georg (Küntrop), St. Lambertus (Affeln), St. Lucia (Altenaffeln) und St. Agatha (Blintrop).
Der Leiter des Pastoralverbundes ist Pfarrer Andreas Schulte.
Weitere Glaubensgemeinschaften in Balve und Umgebung:
- Evangelische Kirchengemeinde Balve: Die Kirche, das Gemeindehaus sowie das Gemeindebüro der evangelischen Kirchengemeinde, die zum Kirchenkreis Iserlohn der Evangelischen Kirche von Westfalen gehört, befinden sich in der Hönnetalstraße 32 in Balve.
- Neuapostolische Gemeinde: Die zum Bezirk Iserlohn gehörende Kirche befand sich an der Meller Straße 19.[34]
- Freikirchliche Gemeinde: Die Christusgemeinde befindet sich in der Helle 10[35]
- Zeugen Jehovas

### Kommunale Neuordnung 1975
Mit der kommunalen Neuordnung, die am 1. Januar 1975 in Kraft trat, wurde das Amt Balve aufgelöst. Die Dörfer Affeln, Altenaffeln und Blintrop wurden der Stadt Neuenrade zugeordnet. Die um die übrigen Dörfer des Amtes erweiterte Stadt Balve wurde per Gesetz Teil des neu gegründeten Märkischen Kreises.

### Einwohnerentwicklung
Soweit nicht anders angegeben, enthält die Tabelle die Einwohnerzahlen inklusive der Gemeinden.
| Jahr | Einwohner |
| ---- | --------- |
| 1650 | ~500      |
| 1700 | ~550      |
| 1750 | ~600      |
| 1818 | 648       |
| 1867 | 1.203     |
| 1871 | 1.147     |
| 1895 | 1.216     |
| 1905 | 1.124     |
| 1914 | 1.313     |
| 1925 | 1.166     |
| 1933 | 1.535     |
| 1939 | 1.913     |
| 1946 | 2.803     |
| 1950 | 2.965     |

| Jahr | Einwohner |
| ---- | --------- |
| 1961 | 3.297     |
| 1964 | 3.538     |
| 1970 | 3.876     |
| 1974 | 4.252     |
| 1977 | 10.356    |
| 1982 | 10.823    |
| 1987 | 11.196    |
| 1988 | 11.196    |
| 1990 | 11.416    |
| 1992 | 11.781    |
| 1995 | 11.967    |
| 1997 | 12.027    |
| 2000 | 12.119    |
| 2002 | 12.230    |

| Jahr | Einwohner |
| ---- | --------- |
| 2004 | 12.220    |
| 2005 | 12.162    |
| 2006 | 12.142    |
| 2006 | 12.132    |
| 2007 | 12.161    |
| 2007 | 12.078    |
| 2008 | 12.095    |
| 2009 | 11.985    |
| 2010 | 11.955    |
| 2011 | 11.803    |
| 2012 | 11.566    |
| 2018 | 11.361    |
| 2020 | 11.217    |
| 2022 | 11.143    |

## Politik

### Stadtrat
Die Kommunalwahlen seit 2009 führten zu folgender Verteilung der 32 Sitze im Stadtrat:
|      | CDU | UWG | SPD |
| ---- | --- | --- | --- |
| 2020 | 19  | 8   | 5   |
| 2014 | 18  | 9   | 5   |
| 2009 | 20  | 8   | 4   |

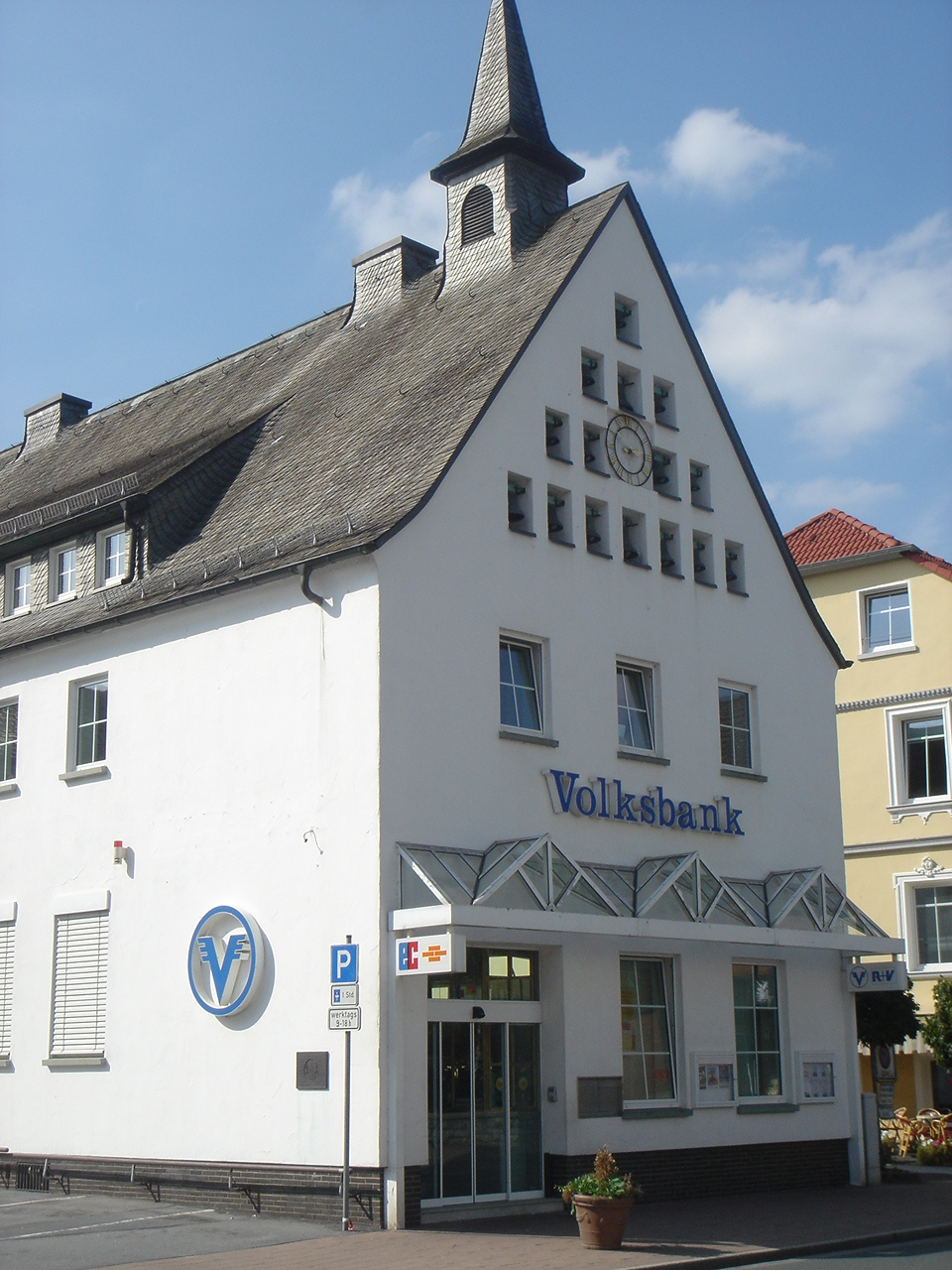
Neubau des alten Balver Rathauses (Stadtkapelle) von 1950. Das Glockenspiel wurde von Theodor Pröpper gestaltet, der auch das Balver Lied komponierte („Du alte Stadt im grünen Tal …“).

Im Jahr 1961 verlor die CDU erstmals ihre bis dahin gehaltene absolute Mehrheit im Stadtrat. Zum Bürgermeister wurde mit Paul Stüeken ein Mitglied der „Balver Wählergemeinschaft“ (BWG) von der „vereinigten Opposition“ aus BWG und SPD gewählt. 1964 erreichte die CDU erneut die absolute Mehrheit mit 56 %, fiel jedoch 1969 mit Auftreten der weitgehend neuen „BG“ auf 47,3 % zurück. Die Wahl am 4. Mai 1975 bestätigte wiederum die starke Stellung der CDU, auch nach der kommunalen Verwaltungsreform. Sie erhielt 57,6 % und alle Direktwahlbezirke. Die erneuerte SPD-Mannschaft erhielt 26,1 %. Verlierer waren die Bürgergemeinschaften, die sich vor der Wahl zu einer einheitlichen BG zusammengeschlossen hatten. Sie erhielten nur 16,3 %. Seitdem hält die CDU die absolute Mehrheit.

### Bürgermeister
Das Amt des Bürgermeisters gab es seit Erhebung zur Stadt im Jahr 1430. Nach Abschaffung der kommunalen Selbstverwaltung zu Beginn des 19. Jahrhunderts war zunächst ein Schultheiß das Stadtoberhaupt. Ab dem 20. Jahrhundert gibt es wieder Bürgermeister.

#### Ehrenamtlich
- 1935–1945: Anton Romberg
- 1945–1946: Ernst Brüggemann
- 1946–1947: Wilhelm Hertin (CDU)
- 1947–1956: Hermann Hering (CDU)
- 1956–1958: Karl Streiter (CDU)
- 1958–1961: Josef Lenze (CDU)
- 1961–1964: Paul Stüeken (BWG)
- 1964–1975: Josef Lenze (CDU)
- 1975–1989: Paul Lübke (CDU)
- 1989–1992: Johannes Waltermann (CDU)
- 1992–1999: Franz Kolossa (CDU)

#### Hauptamtlich
- 1999–2004: Manfred Rotermund (CDU)
- seit 2004: Hubertus Mühling (CDU)

Hubertus Mühling wurde im Jahr 2004 direkt gewählt, und 2009 sowie 2014 im Amt bestätigt (Ergebnis 2014: 76,06 % der Wählerstimmen; Rückgang gegenüber 2009 ca. 19 Stimmen). Die Unabhängige Wählergemeinschaft (UWG) unter dem Fraktionsvorsitz und Bürgermeisterkandidaten Lorenz Schnadt erreichte 2015 mit 27,8 % der Wählerstimmen einen Anstieg von 2 Prozent. Die SPD legte unter dem Ortsvereinsvorsitzenden Thomas Vogtmann und Fraktionsvorsitzenden Cay Schmidt mit 14,3 % der Wählerstimmen um 3,1 Prozent zu. Stellvertretende Bürgermeister sind Alexander Schulte (CDU) und Sigrid Schmidt (SPD).

### Wappen
Blasonierung: Gespalten von Silber (Weiß) und Blau, vorn ein halbes schwarzes durchgehendes Kreuz, hinten ein halber silberner golden (gelb) bewehrter Adler.
Damit vereint die Stadt die Wappen der Grafschaft Arnsberg (Weißer Adler nach rechts blickend auf Blau) und des Erzbistums Köln (Schwarzes Kreuz auf Weiß) in sich. Das Wappen verleiht somit der Stadtgeschichte Ausdruck und wurde am 24. Juni 1911 erstmals verliehen.
Die Siegel der Stadt zeigen die Symbole bereits seit Jahrhunderten: Das älteste bekannte Siegel ist von 1462.
Nach der kommunalen Neuordnung im Jahr 1975, die mit einem Bruch der historisch gewachsenen Strukturen zum früheren Kreis Arnsberg einherging und auf starke Widerstände stieß, musste das Ortsrecht neu gefasst und damit auch das Wappen neu genehmigt werden. Dies geschah am 6. Februar 1976 anhand eines Entwurfes des Vorsitzenden des Kulturausschusses der Stadt Balve, Werner Ahrens. Die historische Nähe zum früheren Kurköln wird durch die Wappensymbole belegt, die sich von anderen Stadtwappen im Märkischen Kreises deutlich abheben.

### Städtepartnerschaften
Mit der niederländischen Gemeinde Heerde unterhält die Stadt Balve seit 1978, mit der ehemaligen französischen Gemeinde Roussay (gehört seit 2016 zu Sèvremoine) seit 1985 freundschaftliche Beziehungen im Rahmen einer Städtepartnerschaft. Regelmäßig besuchen sich Abordnungen der Kommunen, aber auch der Vereine und tauschen ihre Erfahrungen aus. Eine Städtefreundschaft besteht seit einigen Jahren mit Bad Muskau.

### Stadtentwicklungsprogramme
Seit dem Jahr 2015 werden von kommunaler Seite große Anstrengungen unternommen, die Innenstadt wie auch die Ortsteile im Rahmen von Förderprogrammen zukunftsfähig zu machen. Beispiel: Integriertes Handlungskonzept für die Innenstadt Balve. Es geht u. a. darum, Leerstände von Gebäuden, Wohnungen und Ladenlokalen im Stadtkern zu vermeiden, die historische Altstadt und die Hönne besser erlebbar zu machen, touristische Ziele in und am Rand der Innenstadt besser zu vernetzen, das Miteinander aller Verkehrsteilnehmer – Autofahrer, Fußgänger und Radfahrer – verträglicher zu gestalten etc.
Die vorhandenen Parkanlagen (z. B. in Balve im Bereich der Pfarrkirche St. Blasius, im Ortsteil Mellen die Kneipp-Tretanlage, im Ortsteil Garbeck rund um das Kriegerehrenmal) werden im Zuge der Maßnahmen wesentlich erweitert und aufgewertet. Erste Anlagen in den Ortsteilen Volkringhausen und Eisborn werden 2017 fertig gestellt.

### Leader-Projekt „Bürgerregion am Sorpesee“
„Vier Städte, zwei Kreise, Flüsse, Seen, Wälder, Berge“: Unter diesem Motto arbeiten die Städte Arnsberg, Balve, Neuenrade, Sundern (zusammen 125.292 Einwohner) im Rahmen eines von der EU geförderten Leader-Projektes zusammen. Dabei soll die Sorpe-Landschaft regional besser verankert und für Bewohner und Besucher weiterentwickelt werden. Die vier Ortschaften sollen über Verkehrswege, Dienstleistungen und neue Angebote stärker vernetzt werden. Ziel des Konzeptes ist es, die Identifikation der Bürger mit dem Sorpesee und der Region durch aktive Beteiligung an den Entwicklungsprozessen zu verbessern.

### Fairtrade-Stadt
Seit 2014 und als erste Stadt im Märkischen Kreis ist Balve als Fair-Trade-Stadt zertifiziert. Ausgehend von einer Steuerungsgruppe, in der sich verschiedene Akteure beteiligen, wird das Thema Fairtrade gefördert. So gibt es die faire Balver Schokolade „Fairsuchung“ und Geschenkkörbe mit fairen Honig, Wein und weiteren Lebensmitteln. Ein großes Warenangebot findet sich auch im lokalen Lebensmittelhandel (wie Bäckereien und Supermärkte) sowie in Gastronomiebetrieben und in einem Fitnessstudio. Regelmäßige Veranstaltungen, wie Malwettbewerbe, das stadtweite faire Frühstück und die  Präsenz in Schulklassen, runden die Förderung des fairen Handels ab.

## Kultur und Sehenswürdigkeiten
Balve wird in erster Linie über die vielfältigen Events in der Balver Höhle als Kulturort wahrgenommen. Während früher praktisch nur das Balver Schützenfest als Veranstaltung in der Höhle überörtlich bekannt war, finden heute im Sommer fast an jedem Wochenende Veranstaltungen statt, teils mit hoher überregionaler Ausstrahlung (z. B. DSDS, Fanta4). Ein wesentlicher Teil der Kulturarbeit wird vom Verein Festspiele Balver Höhle e. V. getragen, der speziell im Mai und Juni seit vielen Jahren Märchenveranstaltungen präsentiert. Andere Veranstaltungen organisiert die Schützenbruderschaft als Pächter der Balver Höhle in eigener Regie. Dabei brachte das Kindertheater in der Vergangenheit immer wieder an die 10.000 Zuschauer, teilweise auch weiter darüber hinaus, in den Felsendom.
Weitere aktuelle Veranstaltungsorte mit eher lokaler Relevanz sind die Aula des Schulzentrums am Krumpaul und der Kulturbahnhof in Binolen, der von einem Förderverein unterstützt wird. Darüber hinaus stehen immer wieder Gemeindesäle der Kirchengemeinden und die Schützenhallen für kulturelle Veranstaltungen zur Verfügung. Alte kulturprägende Veranstaltungsstätten für Generationen von Balvern, die heute aber nicht mehr genutzt werden, waren das Haus Kohne, der große Saal der Gastwirtschaft Allhoff und Habbels Saal in Langenholthausen.

### Museen und Galerien

#### Museum für Vor- und Frühgeschichte

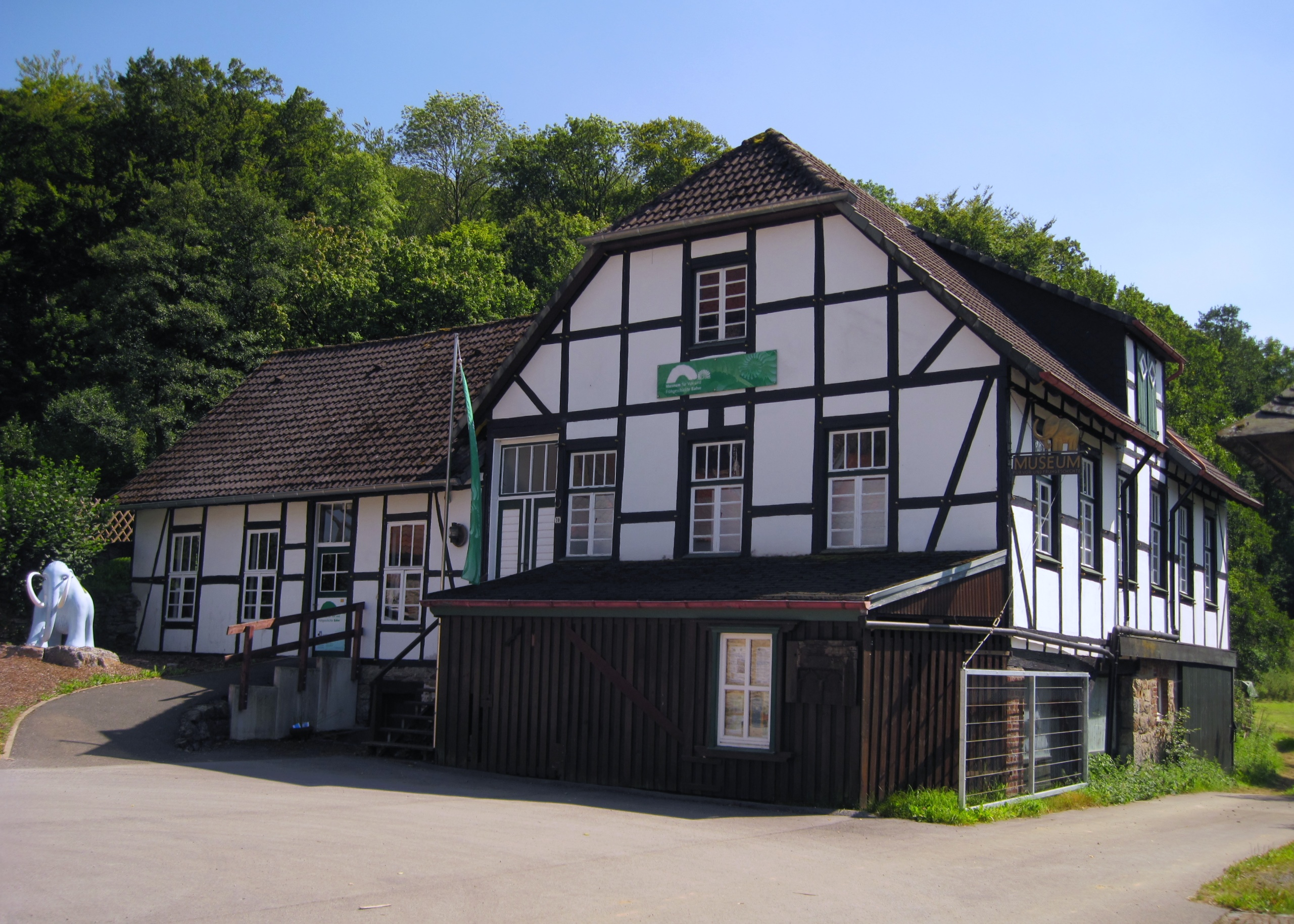
Museum für Vor- und Frühgeschichte

In einem Nebengebäude der Luisenhütte, der sogenannten alten Schreinerei, wurde im Jahr 2006 das neue „Museum für Vor- und Frühgeschichte“ eingeweiht. Es enthält die Exponate des früheren Balver Heimatmuseums, das vor allem aus der „Heimatsammlung“ entstand, die auf der Burg Altena aufbewahrt und im Jahr 1927 nach Balve zurückgeholt wurde. Das Museum wurde in einem freigewordenen Schulraum im alten Rathaus an der Hauptstraße eingerichtet und von 1927 bis 1953 vom Balver Josef Pütter geleitet. Nach dem Abriss des alten Rathauses, der gegen starke bürgerschaftliche Widerstände durchgesetzt wurde, wurden die Exponate im Dachraum der alten Volksschule aufbewahrt und vom damaligen Rektor Alfred Koch verwaltet. Nach dem Abriss der Volksschule wurden sie übergangsweise im neuen Rathaus ausgestellt.
Das Museum enthält unter anderem das Skelett eines Höhlenbären, einen Mammutzahn aus Grabungen im Bereich der Balver Höhle und einen in Tropfstein eingebetteten Menschenschädel aus der Karhofhöhle.

#### Dorfmuseum
Das Dorfmuseum in Mellen zeigt das bäuerliche Leben im Wandel der Zeit.

### Musik

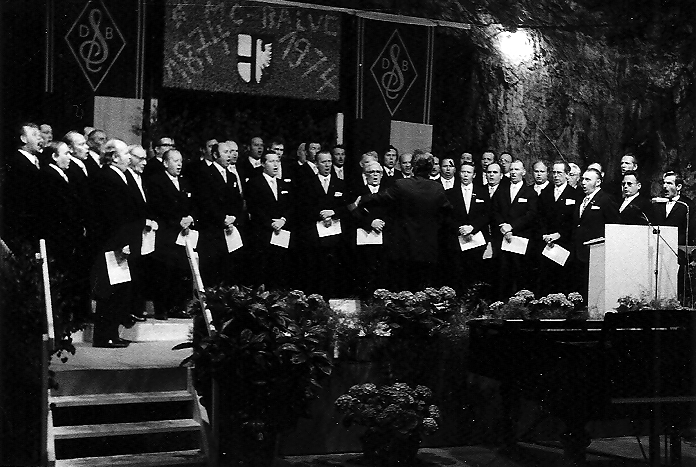
Männerchor Balve im Jahr 1974 zu seinem 100-jährigen Bestehen

Der größte Gesangverein ist der Männerchor Balve. Der „Gemischtstimmige Chor Balve“ trifft sich im evangelischen Gemeindehaus. Auch in den anderen Ortsteilen wird aktiv im Verein gesungen. Auch Chöre, die nicht als Verein organisiert sind, beteiligen sich aktiv am musikalischen Leben der Stadt. So können Interessierte zwischen Kinder- und Jugend-, Frauen-, Männer- und gemischten Chören wählen.
Der größte Musikverein ist der Musikverein Balve. Auch in den anderen Ortsteilen wird aktiv im Verein musiziert. Auch diese Vereine bieten Musikerziehung an. Einen besonderen Weg geht der Musikverein Beckum, der in der Schule bereits mit Bläserklassen arbeitet. Ebenso der Musikverein Amicita Garbeck mit seiner Musikakademie.

### Bauwerke und Kulturdenkmale

#### Historisches Stadtbild

Altes Balver Ensemble nahe der Pfarrkirche

Balve weist viele historisch wertvolle Gebäude auf. Regional typische, liebevoll restaurierte Fachwerkhäuser prägen das Stadtbild. Die fast viereckige Stadtanlage war ursprünglich mit Mauern und Gräben befestigt. Sie hatte an den vier Ecken Türme sowie zwei Tore: Die niedere („Wasserpforte“) im Norden, die obere („Kirchpforte“) im Süden. Nach dem Brand von 1789 erfolgte der Wiederaufbau unter Begradigung des Straßennetzes. Die Stadt wurde über die schon vorher verfallenen Befestigungen hinaus nach Westen („Mühlenkamp“) und Osten („Schweinemarkt“) erweitert.
Ein großer Teil der unter Schutz gestellten Baudenkmäler konnte nach den Zerstörungen der 1950er- bis 1970er-Jahre (Abriss des alten Rathauses, der Gaststätte Bathe („Sumpf“), der alten Hönnebrücke etc.) durch bürgerschaftliches Engagement gerettet werden (Alte Vikarie, Drostenhaus, Alte Gerichtsstraße 9 und 10, „Haus Koch“, zuletzt das Küsterhaus an der katholischen Kirche).

#### Katholische Pfarrkirche

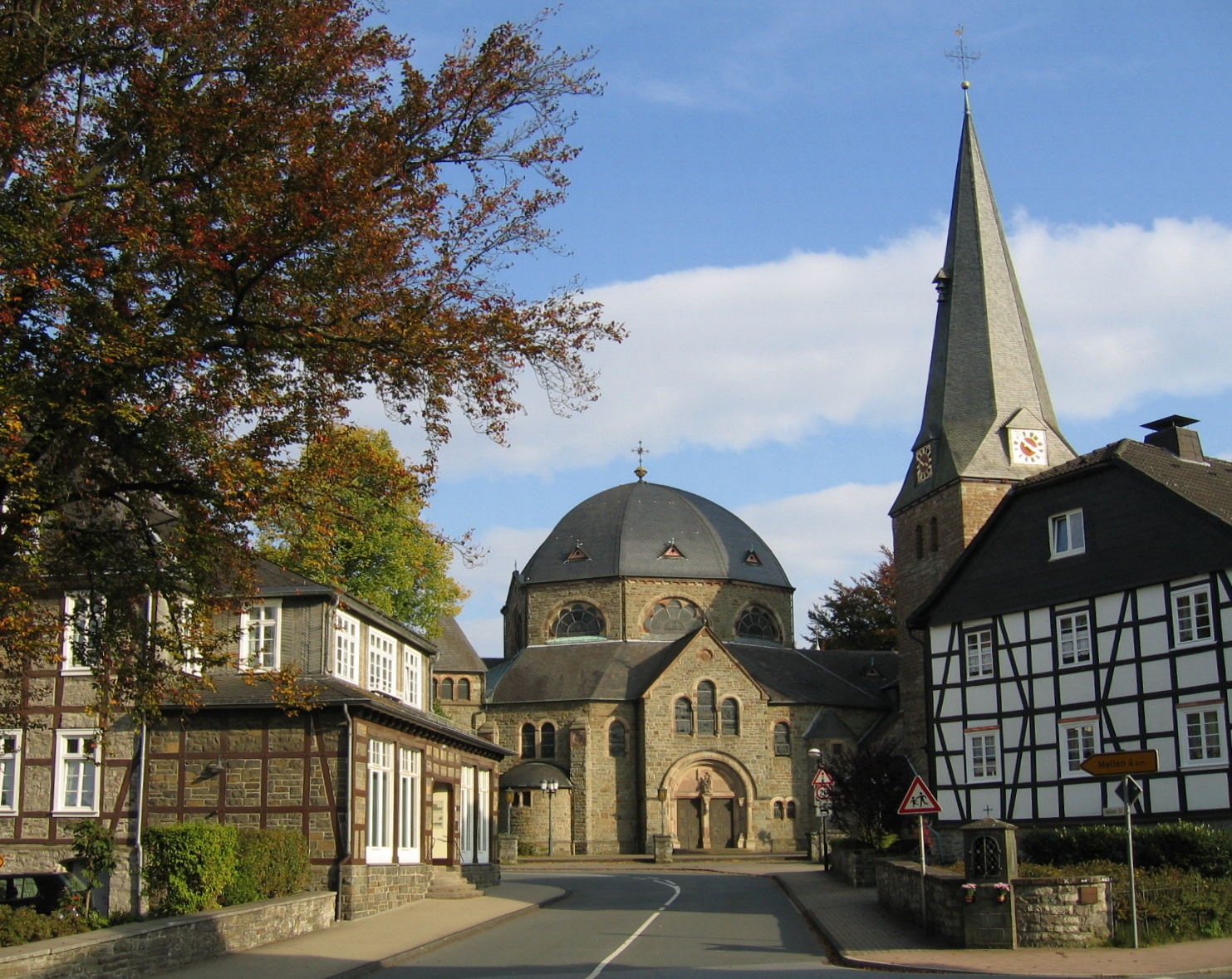
Pfarrkirche St. Blasius

Der romanische Teil der Pfarrkirche St. Blasius gehört zu den bedeutendsten westfälischen Hallenkirchen. In der Apsis der alten Kirche wurden im 19. Jahrhundert Wandmalereien aus dem 13. Jahrhundert entdeckt. Die Entstehungszeit des Turmes wird um 1480 angenommen (Radiokohlenstoffdatierung durch die Universität Köln).
Die heutige Pfarrkirche besteht aus zwei Teilen, der von Westen nach Osten gerichteten sogenannten Alten Kirche und dem neoromanischen Erweiterungsbau von 1910, der unter Dechant Franz Amecke errichtet wurde. Der Entwurf des Erweiterungsbaus mit Oktogonkuppel wurde nach Norden ausgerichtet. Als Vorbild kann hier der Aachener Dom gelten. Architekt war Professor Joseph Buchkremer, Dombaumeister aus Aachen.
In der St.-Blasius-Pfarrkirche befindet sich ein Epitaph des Herrmann von Hatzfeldt.

#### Drostenhaus

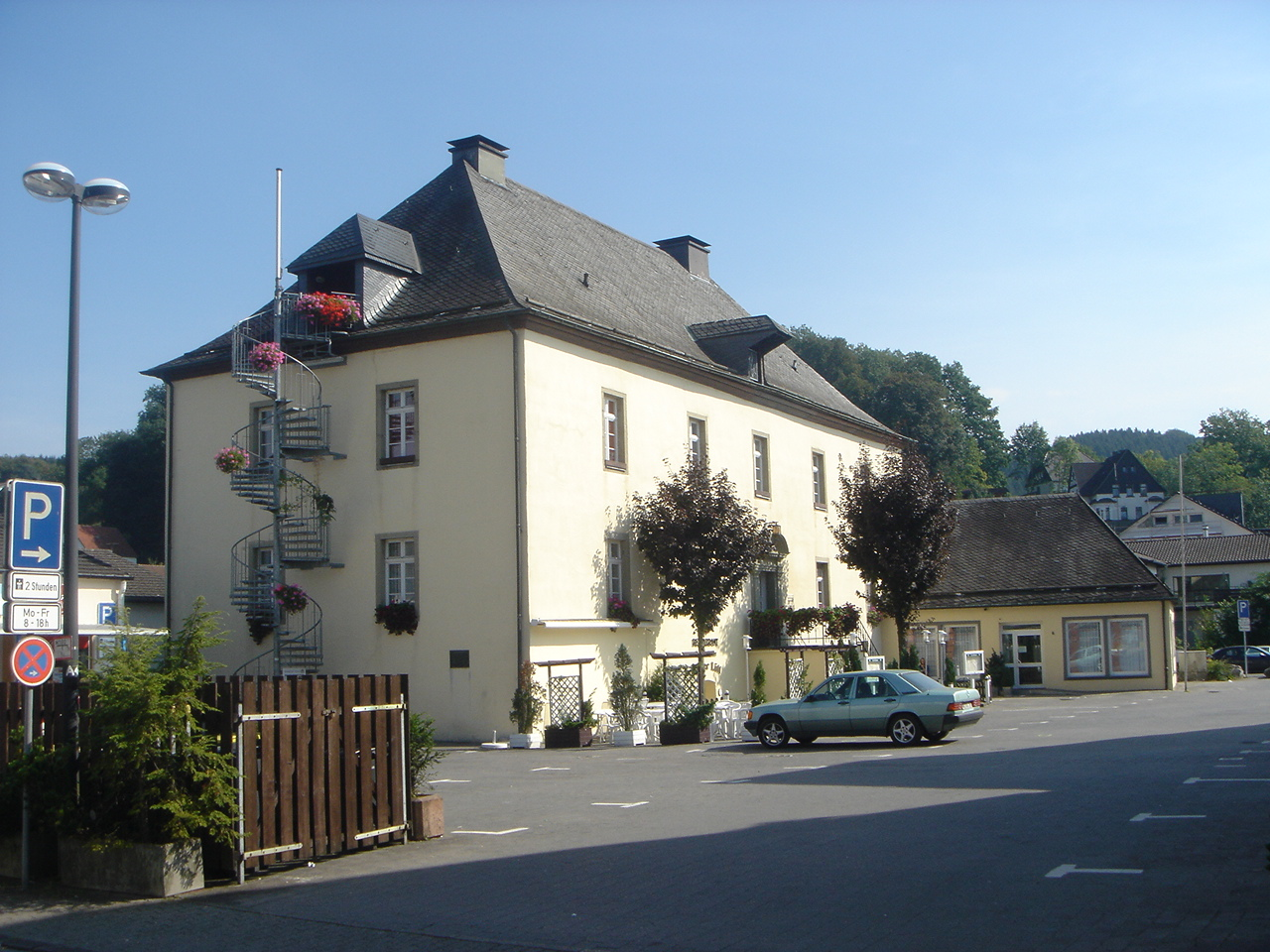
Das Drostenhaus in Balve (1600)

Das Drostenhaus wurde vom Landdrosten Hermann von Hatzfeld geplant, konnte aber erst nach seinem Tod im Jahr 1600 verwirklicht werden. Es wird nach alten Flurbezeichnungen angenommen, dass sich im 8./10. Jahrhundert hier der sogenannte Niederhof befand, von dem aus – neben dem „Oberhof“ um die Pfarrkirche – Balve besiedelt wurde.
Das Haus beherbergt heute eine Massagepraxis sowie die Probenräume des Balver Männerchores.
Zur Adventszeit findet dort an einem Wochenende der Balver Weihnachtsmarkt mit Krippenspiel statt.

#### Schloss Wocklum

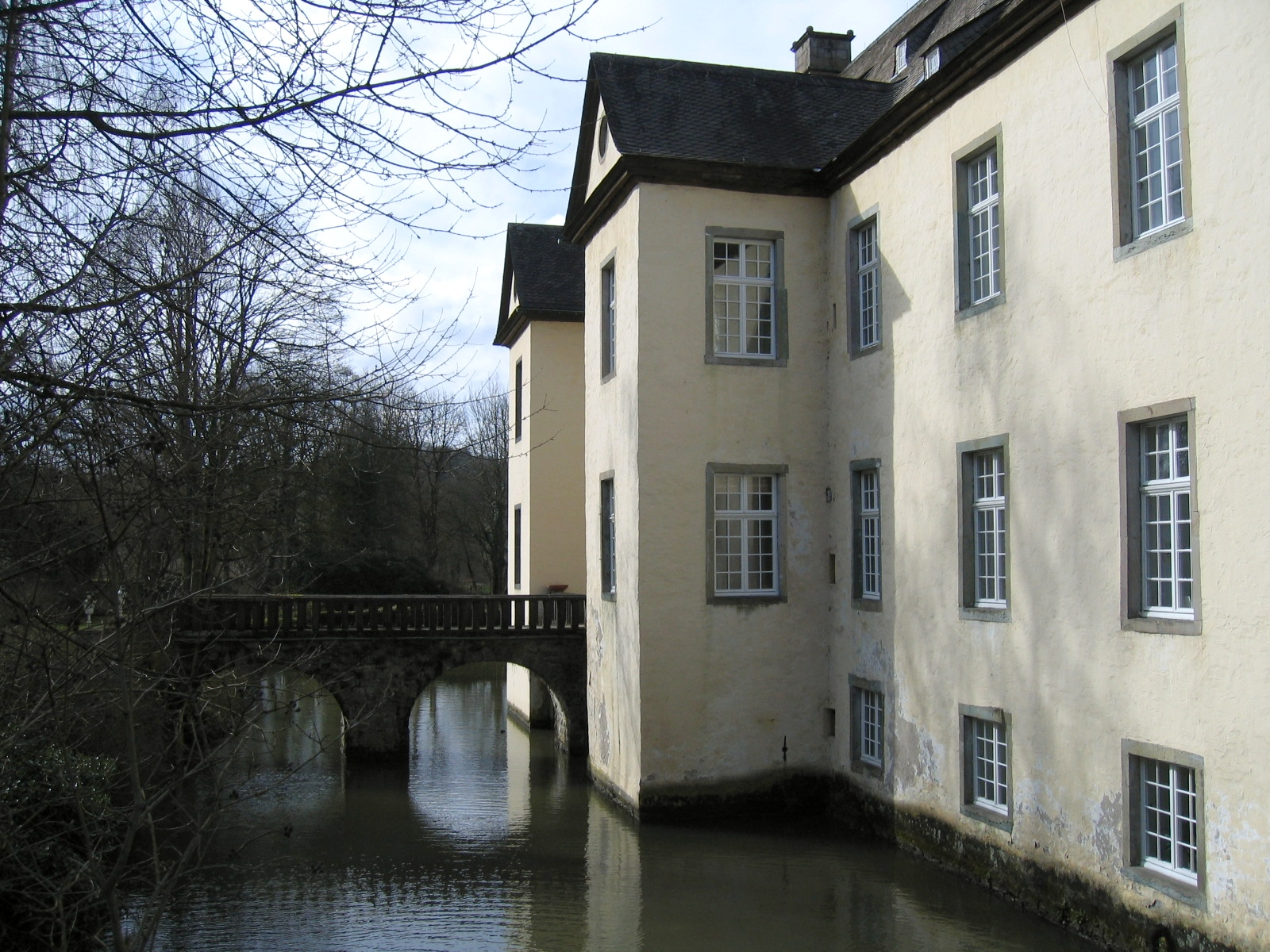
Schloss Wocklum

Das auf ein Lehen des Bernd von Düngelen zurückgehende Schloss Wocklum im Orlebachtal, ein Wasserschloss im Weiler Wocklum, ist heute durch seine Reitanlage international bekannt. Ursprünglich handelt es sich um einen sächsischen Haupthof, der sich im frühen Mittelalter zum adligen Rittersitz wandelte. Im Jahr 1659 erwarben die Herren von Bockenförde das Wocklumer Anwesen. Im gleichen Jahr gelangten die Besitztümer durch Daniel Dietrich von Landsberg zu Erwitte in die Hände der Familie von Landsberg-Velen. Jedes Jahr findet dort das Reitturnier Balve Optimum und die Ausstellung „Landpartie“ statt.

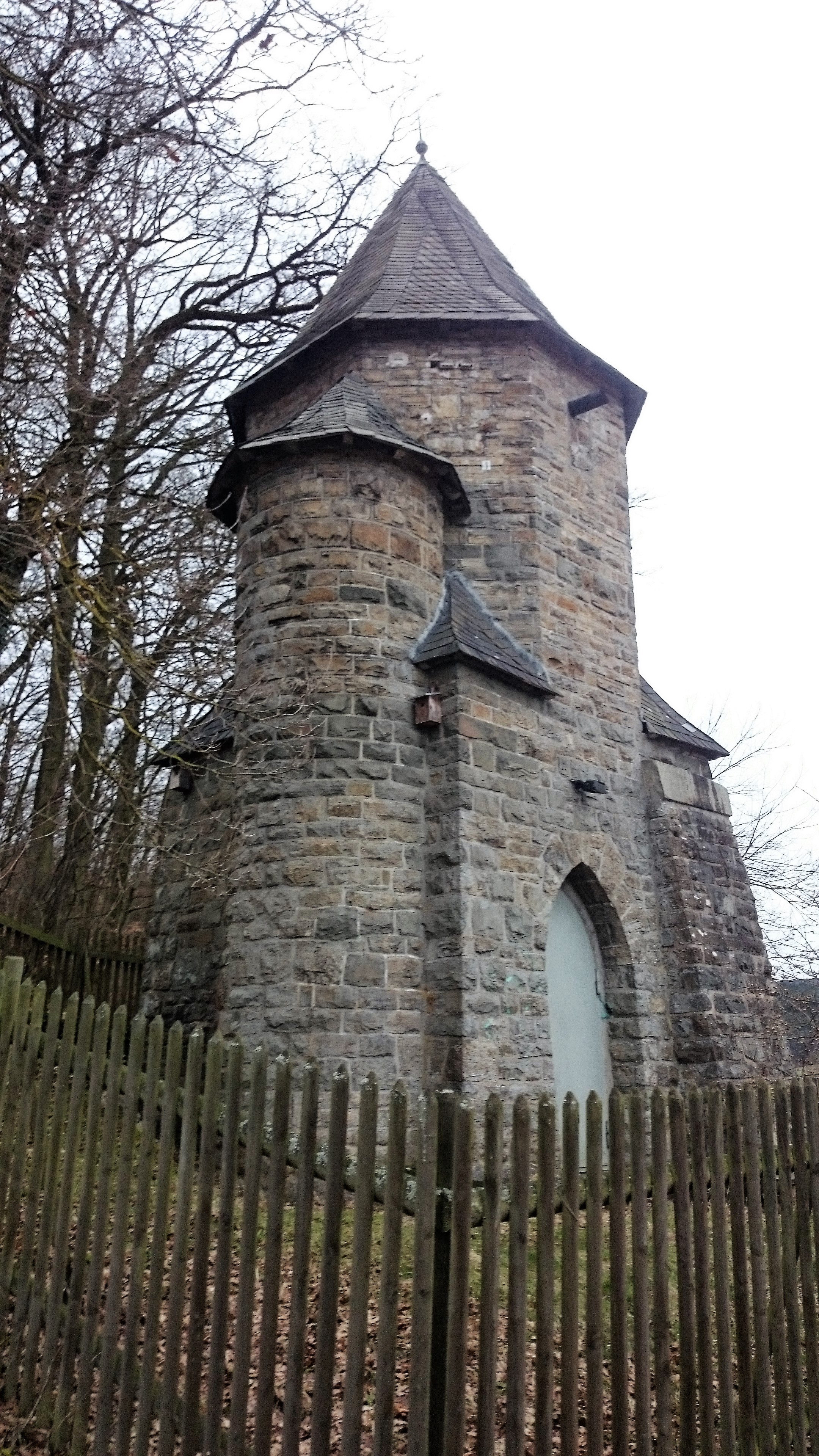
Denkmalgeschütztes Trafotürmchen von 1913 in Balve / Sauerland

Zusammen mit der Luisenhütte, dem denkmalgeschützten Trafohäuschen von 1913 am Höhlenkopp und der Balver Höhle bietet dieser Komplex ein einzigartiges Natur- und Landschaftsensemble von großer kultur- und industriehistorischer Bedeutung.
Altes Post- und Telegrafenamt

Altes Post- und Telegrafenamt in Balve, Abriss 2011

Das alte Post- und Telegrafenamt war ein gleichmäßig proportionierter Fachwerkbau mit ortstypischem Walmdach. Es stellte ein bedeutendes Element im Ensemble der oberen Hauptstraße dar (vgl. die historische Darstellung). Bei der Unterschutzstellung des überwiegenden Teils der originalen Bausubstanz nach 1984 (Gebäude, die nach dem großen Stadtbrand im Jahr 1789 an der stark verbreiterten Hauptstraße errichtet wurden) wurde es als nicht hinreichend schutzwürdig eingestuft. Somit musste keine Genehmigung des Denkmalamtes für den Abriss im Jahr 2011 eingeholt werden. Die hierdurch entstandene Baulücke soll nun im Rahmen des Handlungskonzepts Innenstadt durch eine kleine Parkanlage gefüllt werden.

### Naturdenkmäler
Ein über die Grenzen der Region bekanntestes Naturdenkmal ist die Balver Höhle, in der bis zu 2000 Menschen Platz finden. Sie ist archäologisch als Kulturhöhle bedeutsam. In ihr finden seit über 160 Jahren Schützenfeste und andere Veranstaltungen statt.
Im Hönnetal befindet sich neben vielen anderen Höhlen die Reckenhöhle, eine begehbare Tropfsteinhöhle im Weiler Binolen.

### Natur- und Denkmalschutz
Bedeutende Natur- und Kulturdenkmäler der Stadt Balve konnten durch Bürgersinn und Widerstand gegen Abriss- und Neuordnungspläne erhalten werden und stehen heute unter Denkmal- bzw. Naturschutz: Die Felsformationen des Hönnetals, die Balver Höhle, die Klause bei der Höhle, die alte Vikarie („Altentagesstätte“), Häuser in der alten Gerichtsstraße (Altes Gericht, Lohgerberhaus), Haus Willmes, Haus Liese, das Drostenhaus, zuletzt das Küsterhaus an der Kirche. Nicht vor dem Abriss zu retten waren das Stadtbild prägende Objekte wie das alte Rathaus, Gasthaus Bathe („Sumpf“), die alte Balver Volksschule und die charakteristische Hönnebrücke am Eingang der Hauptstraße.
In der Folge wurden vielfältige private und öffentliche Initiativen und Beiträge zum Denkmalschutz und zur Erhaltung des Stadtbildes geleistet. Beispielhaft sind die Leistungen der Stadt Balve, des Märkischen Kreises und der Kirchengemeinde St. Blasius. Beispiele: Die Restaurierung der alten Pastorat, des „Mausoleums“, der „alten Mädchenschule“, des Agatha-Bildstocks, des Hoffmeister-Pröpper-Brunnens und weiterer bedeutender historischer Objekte. Die Restaurierung und Erhaltung vieler dieser Objekte gelang nur mit Hilfe privater Spenden in erheblichem Umfang (jüngste Beispiele: Die Restaurierung des Hoffmeister-Pröpper-Brunnens und Rettung des Agatha-Bildstocks durch die Heimwacht). Der Kirchturm der Pfarrkirche wurde im Jahr 2010 vollständig restauriert und vor dem Verfall gesichert.
Einzelne Bäume (Solitärpflanzen) stehen in Balve nicht unter Naturschutz. So wurde die 200-jährige Linde am Kirchplatz (neben dem Agatha-Bildstock) am 2. Juli 2006 wegen angeblicher Windbruchgefahr gefällt. Weitere Fällungen am Kirchplatz folgten (Zitat in der Presse: „Vielleicht ist es doch das germanische Blut in unseren Adern, denn unsere Vorfahren erkannten in bestimmten Bäumen die Sitzorte ihrer Gottheiten. Die Romantik nahm das beherzt auf und brachte alles in eine gefühlige Seelenwelt“).
Folgende Gebiete sind im Bereich der Stadt Balve unter Naturschutz gestellt:
| Bollenberg                              | MK-017 |
| Buchenwald am Löhen südlich von Eisborn | MK-036 |
| Burgberg Wocklum östlich von Balve      | MK-038 |
| Mittleres Hönnetal                      | MK-021 |
| Orlebachtal östlich von Wocklum         | MK-037 |

### Regelmäßige Veranstaltungen
- Schützenfest (jährlich). Die Balver sind im Kreisschützenbund Arnsberg e. V. organisiert
- Weihnachtsmarkt mit Krippenspiel am zweiten Adventssonntag (jährlich)
- Stadtfest (alle zwei Jahre)
- Internationales Reitturnier Balve Optimum
- Balver Märchenwochen

Früher kannte Balve vier Markttage: Den Agatha-Markt, den Mittsommer-Markt, den Michaeli-Markt und den Andreas-Markt. Die nächstgelegenen Städte mit einem Wochenmarkt sind Menden und Sundern.

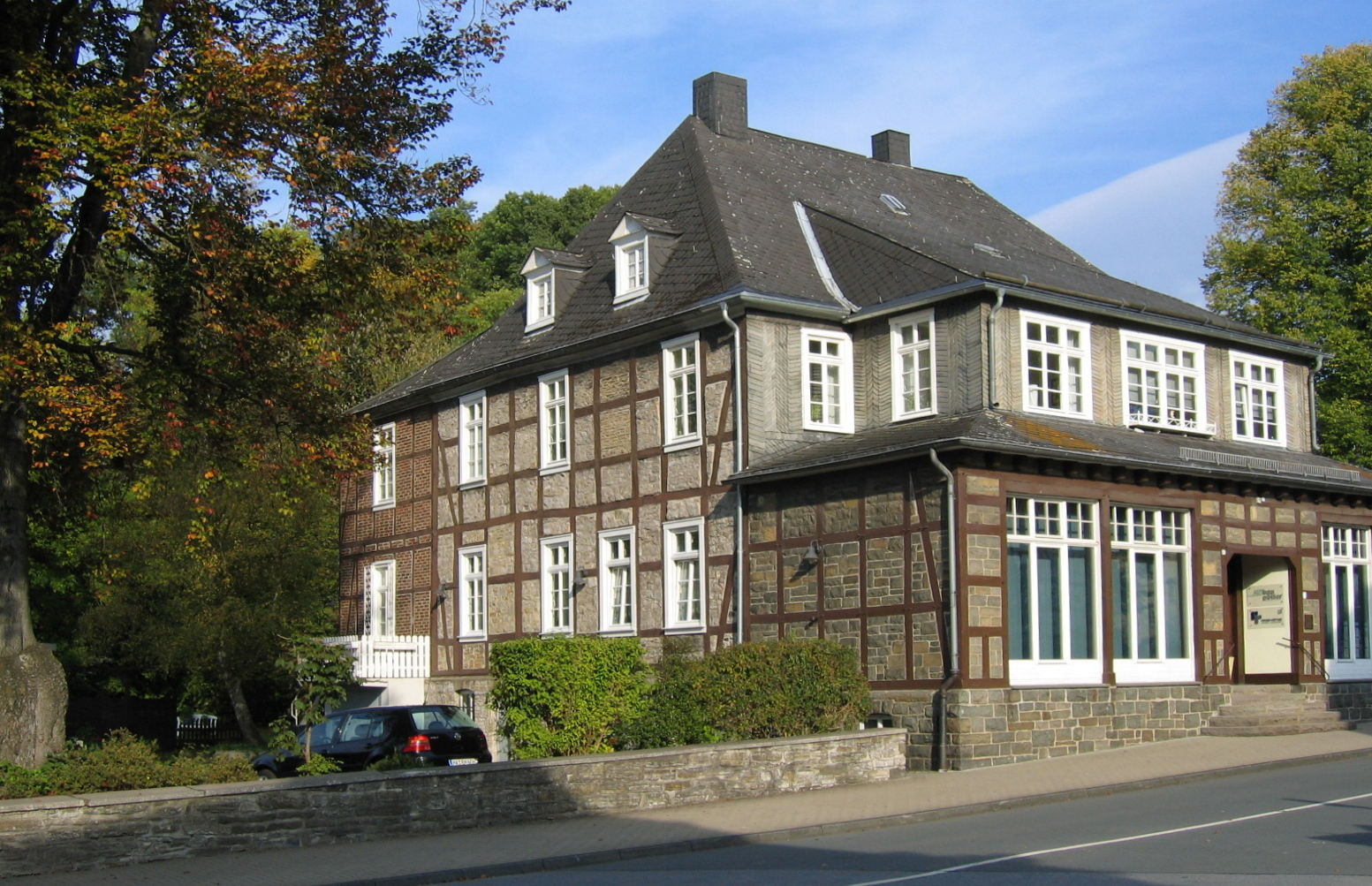
Fachwerkhaus (1790)

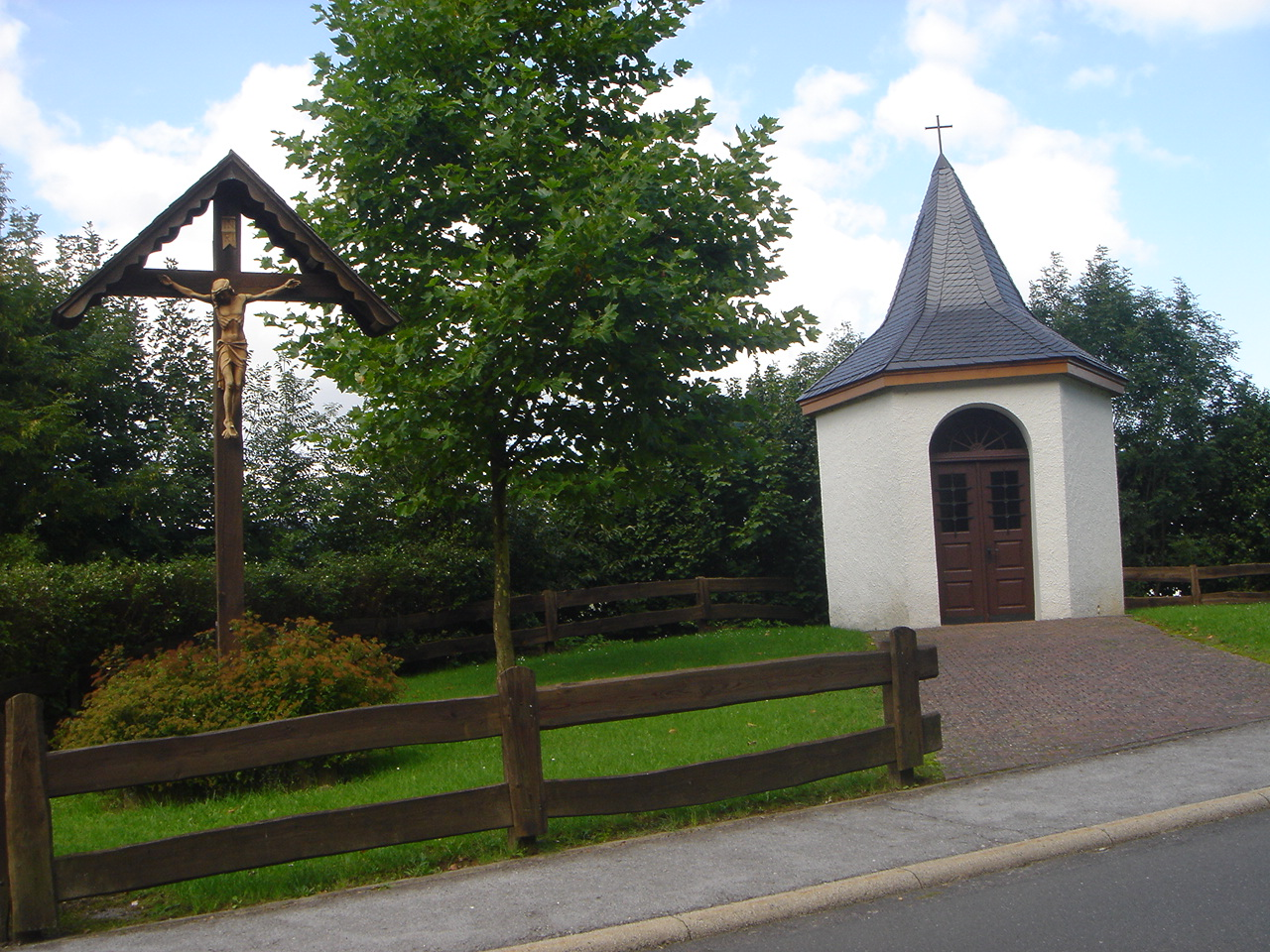
Eine Kapelle in Balve, dem Hl. Simon Petrus geweiht

### Kulinarische Spezialitäten
Balve war durch sein Bier, das Balver Lüll, und seine Brezeln (auch Krengel bzw. Britsel genannt) bekannt. Erste Berichte über das Balver Bier finden sich aus dem Jahr 1587. Das Balver Lüll wird neuerdings wieder produziert. Die Wortmarke Balver Lüll ist geschützt.
Weiter verfügte Balve über eine eigene Molkerei, deren Quarkproduktion einen guten Ruf hatte. Das Molkereigebäude wurde um 1900 errichtet und überspannte die Hönne. Die über 60-jährige Tradition endete mit dem Zusammenschluss mit der Molkerei Iserlohn im Jahr 1966. In das Gebäude zog die Sparkasse.
Heute werden im Blick auf die traditionellen Backwaren beim alle zwei Jahre stattfindenden Stadtfest zur Eröffnung Brezeln an die Besucher verschenkt. 

### Mundart
Balve gehört von zum plattdeutschen Sprachraum. Die heimische Mundart, das Sauerländer Platt wird jedoch kaum noch gesprochen. In Balve hat es sich die Balver Heimwacht als örtlicher Heimatverein zur Aufgabe gemacht, dieser Entwicklung entgegenzuwirken. So kümmern sich aktive Bürger um die Weitergabe der Sprache, indem die Kinder an den örtlichen Grundschulen mit dem Balver Platt Duitz vertraut gemacht werden.

### Tourismus und Heimatkultur

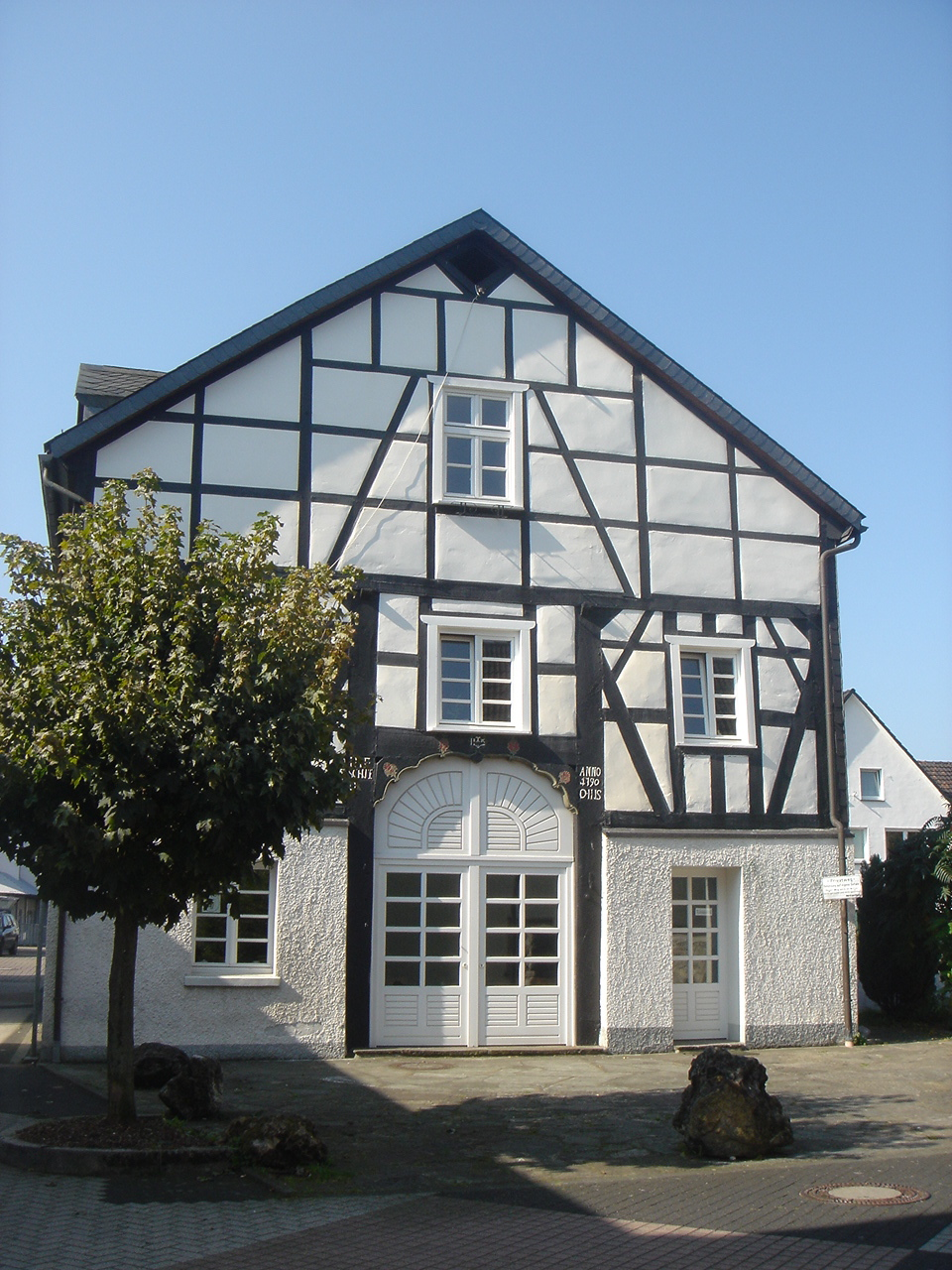
Lohgerberhaus, Alte Gerichtsstraße 10. Ehemaliger Sitz der Balver Heimwacht.

Aufgrund seiner Nähe zum Ruhrgebiet ist in erster Linie der Tages- und Wochenendtourismus typisch für das Balver Land. Durch eine enge Vernetzung der Städte auf der „Hönne-Schiene“, die aktive Einbindung in die Werbestrukturen des Märkischen Kreises und des Sauerland-Tourismus, sowie durch erhebliche Anstrengungen der Beherbergungsstätten selbst, konnten die Übernachtungszahlen in den letzten Jahren deutlich gesteigert werden (aktuelles Beispiel: Präsenz von Balve bei outdoor active). 
Die Pflege der „Heimatkultur“ ist verschiedenen Vereinen ein Anliegen. Hervor treten hier insbesondere die Balver Heimwacht und die örtlichen Schützenbruderschaften. Die Heimwacht ist einer der ältesten Heimatvereine im Sauerland und Mitbegründer des Sauerländer Heimatbunds. Den Begründern der Festspiele Balver Höhle ging es um die Pflege der Kultur mit überregionalem und internationalen Anspruch („Kunst kennt keine Grenzen, Kunst führt die Völker zusammen“).
Der Verkehrsverein Balve e. V. engagiert sich entsprechend seinen satzungsgemäßen Zielen für die Förderung des Tourismus im Balver Land, die Erhaltung und Verschönerung des Ortsbildes, Erhöhung des Freizeitwertes und der Schaffung und Pflege von Einrichtungen zur Erholung von Gästen und Bewohnern. Der Verein steht in der Tradition des Balver Verschönerungsvereins von 1912.

### Sokola.de – Unser Haus für alle
Die Sokola.de liegt im Dorfmittelpunkt von Langenholthausen. Durch ihre zentrale Lage bietet die ehemalige Grundschule die optimalen Voraussetzungen, um dem Dorfleben eine neue Grundlage zu geben. Als Mehrgenerationenhaus gedacht, möchte die Sokola.de unter dem Motto „unser Haus für alle“ die Vereine und Menschen aus Langenholthausen und Umgebung nachhaltig zusammenbringen.
Mit dem Start des Dorfentwicklungsprojekts „Balve und seine Dörfer 2030“ im Jahr 2013 entschieden sich Bewohner und Vereine von Langenholthausen für ein Nachnutzungskonzept, um den Dorfmittelpunkt zu erhalten. Dabei entstand u. a. die Idee des Dorfgemeinschaftshauses, bei dem sich Jung und Alt bei verschiedenen Veranstaltungen begegnen und die Dorfmitte mit Leben füllen. Das Projekt wurde in die Projektliste der Regionale 2013 aufgenommen und erhielt als eines von vier geförderten Projekten professionelle Unterstützung, unter anderem durch die Südwestfalen-Agentur und die Bezirksregierung Arnsberg. Es wurden öffentliche Mittel in Höhe von 1 Mio. Euro bewilligt. Der Nutzungsvertrag hat eine Laufzeit von 20 Jahren. Der Verein Sokola.de verfügt derzeit über 250 Mitglieder.

## Sport
Balve verfügt über ein beliebtes Hallenbad, das „Murmkebad“.
Sportarten, die vor Ort betrieben werden können, sind unter anderen Tennis, Tischtennis, Badminton, Volleyball, Schwimmen und Reiten.
Ein Turnier mit hoher Ausstrahlungskraft, das „Balve Optimum“, findet mit hochrangigen Veranstaltungen im Dressur- und Springreiten regelmäßig im Juni bei Schloss Wocklum statt. Diese in Reiterkreisen sehr beliebte Veranstaltung – fester Austragungsort der deutschen Meisterschaften bis 2020 – verdankt die Stadt in erster Linie dem Einsatz des Dieter Graf Landsberg-Velen, der langjähriger Präsident der Deutschen Reiterlichen Vereinigung (FN) war.
Seit dem Jahr 2010 wird in Balve Segwaypolo gespielt. Im Jahr 2011 konnten sich die Balver Mammuts den Europameistertitel erspielen. 2012 kam der deutsche Meister und Weltmeistertitel hinzu.

## Wirtschaft und Infrastruktur

### Industriegeschichte

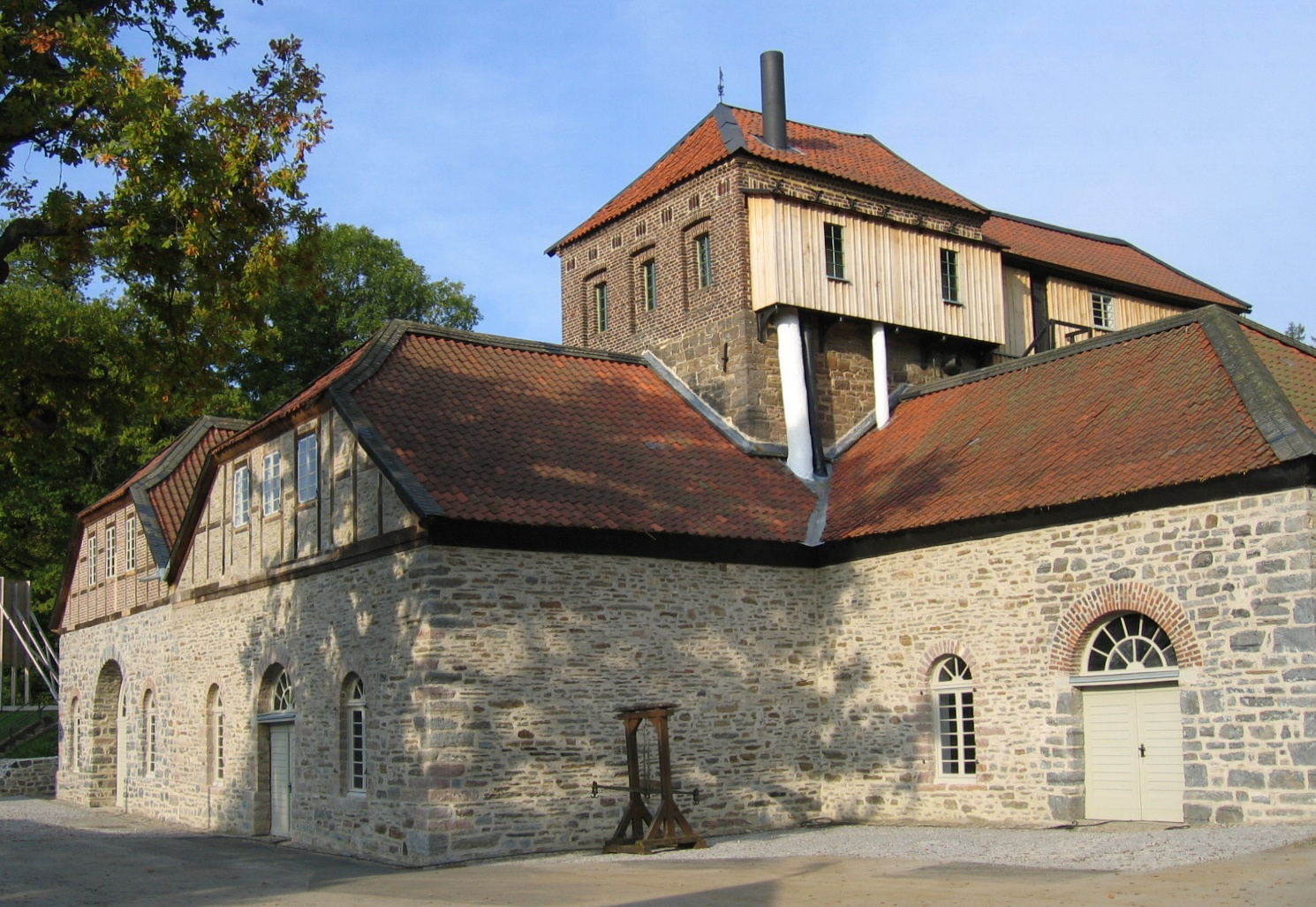
Luisenhütte nach der Restaurierung

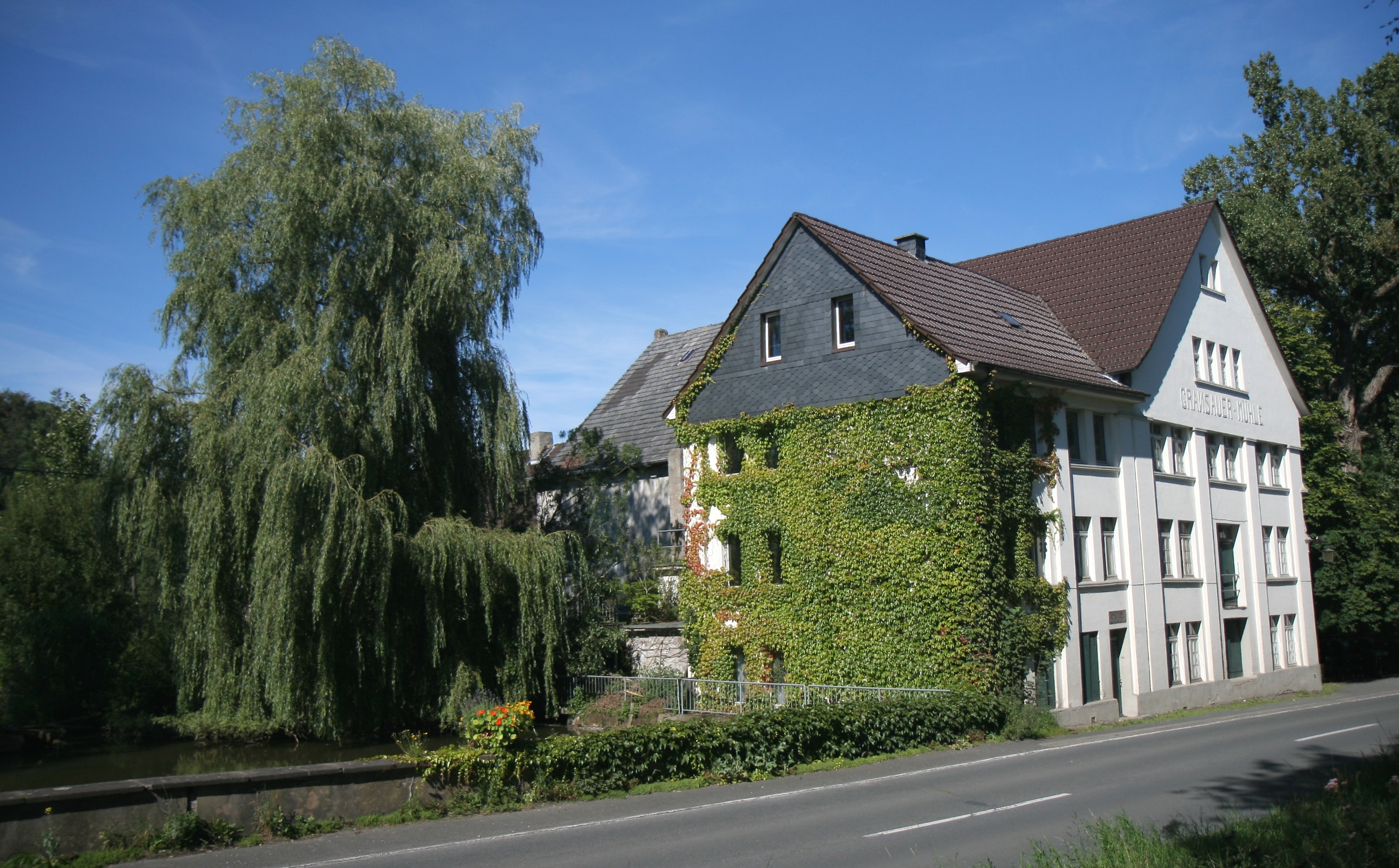
Gransauer Mühle

#### Wirtschaftliche Aktivitäten des Landadels
Unter der Initialzündung der Freifrau Maria-Theresia von Landsberg, geb. von der Reck, wurden im Weiler Wocklum seit 1730 vielfältige wirtschaftliche Aktivitäten entwickelt, insbesondere im Bergwerkswesen und der Eisenverhüttung. Die Luisenhütte im Besitz der Familie der Grafen von Landsberg-Velen, eine der ältesten Holzkohle-Hochofenanlagen Deutschlands, nahm 1758 ihren Betrieb auf. Der Hüttenbetrieb musste aber bald aufgrund der Konkurrenz aus dem Siegerland schließen. Die Luisenhütte ist ein bemerkenswertes Zeugnis der Frühindustrialisierung und heute als Industriedenkmal ein Vorzeigeobjekt des Märkischen Kreises.
Im 19. Jahrhundert traten unter Johann Ignaz von Landsberg-Velen ab dem Jahr 1822 (Gründungsjahr der Chemischen Fabrik Wocklum) Aktivitäten im Bereich der chemischen Industrie hinzu. In den Räumen des Schlosses und weiteren Produktionsstätten wurde in der „Freiherrlichen von Landsberg-Velenschen chemischen Fabrik zu Wocklum“ in sog. „Destillationslokalen“ Holzsäure und später Schwefelsäure verarbeitet, zeitweise auch im Untergeschoss des Kapellenanbaus. Wocklum wurde so zu einem Pionierstandort der chemischen Industrie in Deutschland, mit zeitweilig 38 verschiedenen Produkten, darunter auch Salzsäure. Unter dem Namen „Chemie Wocklum“ existiert die chemische Industrie als bedeutender Wirtschaftsfaktor in Balve weiter.

#### Mühlen
Auf Balver Stadtgebiet gab es vier historische Mühlen: die Gransauer, Wocklumer, Klusensteiner und die Melscheder Mühle.
Die Gransauer Mühle ist seit dem Jahr 1850 im Besitz der Familie Stüeken. Erbaut wurde sie um das Jahr 1420 als „Bannmühle“ im Auftrag des Kölner Erzbischofs Dietrich II. von Moers. Im Jahr 1901 erfolgte der Umbau zu einem Stromkraftwerk, das Gleichstrom erzeugte. Balve war damit eine der ersten Städte in der Provinz Westfalen, die elektrischen Strom besaßen. Die erste Straßenlaterne wurde jedoch bereits im Jahr 1827 aufgestellt. Nach Todesfällen infolge ungesicherter Leitungen wurde die Produktion im Jahr 1960 eingestellt. Seit 1996 ist sie wieder in Betrieb. Die Turbine von 1901 mit 15 kW ist weiterhin im Einsatz.

#### Brauereien
In Balve herrschte eine rege Branntweinproduktion. Um 1830 gab es angeblich drei Weinschenken, 13 Branntweinschenken und zehn Wirtshäuser in Balve.
Im Jahr 1865 wurde in Balve eine Brauerei gegründet, die seit dem Jahr 1886 von Hermann Krüdewagen geführt wurde und das Bier unter dem traditionellen Namen Balver Lüll vertrieb. Im Jahr 1908 übernahm Bernhard Krüdewagen das Unternehmen. Die Produktionsstätte befand sich am westlichen Hönneufer nahe der Hönnebrücke in der Kormke.

#### Ziegelei und Kalkwerk

Luftbild von Kalkwerk und Ziegelei Balve aus dem Jahr 1928

Produktion von Feldbrandziegeln seit 1880. Um 1903 Bau eines „Zick-Zack-Ofens“. Abriss 1908, Neubau eines kohlebetriebenen Ringofens. Beschaffung der Kohle zunächst mit Pferdefuhrwerken, später mit der neuen Hönnetallinie. 1923 erneute Inbetriebnahme des Kalkofens. Stilllegung der Ziegelei im Jahr 1973 im Zuge der Ölkrise.

### Industrie, Handwerk, Dienstleistungen
Ausgewiesene Gewerbegebiete sind das Gewerbegebiet „Glärbach“ im Stadtteil Balve und die Gewerbegebiete „Braukhaussiepen“ („Braukessiepen“) und „Rötloh“ im Stadtteil Garbeck. Dort befinden sich Unternehmen der Branchen Maschinen- und Werkzeugbau, der chemischen Industrie und dem Handwerk.
Zu den größten Unternehmen vor Ort gehören Balver Zinn, Chemie Wocklum, Rickmeier und Paul Müller.
In der „Stadtmarketing Balve GmbH & Co. KG“, deren Geschäftsräume in der örtlichen Sparkasse zu finden sind, haben sich Vertreter der heimischen Wirtschaft organisiert. Sichtbarstes Zeichen ihrer Aktivität im Stadtbild sind die „Balver Mammuts“.
Als Vereinigung der Fachhändler vertritt der Balver Fachhandel die Interessen des Einzelhandels. Er organisiert seit Jahren Veranstaltungen wie den Balver Weihnachtsmarkt.
Balve bildet zusammen mit den Nachbarstädten Hemer, Iserlohn und Menden das Wirtschaftsgebiet „Nördlicher Märkischer Kreis“ (Nordkreis), ein kommunaler Zusammenschluss zur besseren Koordination wirtschaftlicher Angelegenheiten der Region. Von Unternehmerseite wurde in der Region der Verein Wirtschaftsinitiative Nordkreis e. V. (WIN) gegründet, ein „kommunales Städtenetz“ der vier Städte Balve, Hemer, Iserlohn und Menden.

### Verkehr
Balve liegt an den Bundesstraßen 229 und 515. Der Flugplatz Werdohl-Küntrop liegt überwiegend auf Balver Stadtgebiet. Der nächstgelegene Flughafen ist der Flughafen Dortmund.
Im öffentlichen Schienenpersonennahverkehr ist Balve über die seit dem 1. April 1912 bestehende Hönnetalbahn erschlossen und mit dieser nordwärts an Menden (Sauerland), Fröndenberg/Ruhr und Unna sowie südwärts an Neuenrade angebunden. Die benachbarten Stationen um Balve sind Sanssouci (Richtung Menden) und Garbeck (Richtung Neuenrade).
| Linie | Verlauf | Takt                                            |
| ----- | --- | ----------------------------------------------- |
| RB 54 | Hönnetal-Bahn Fröndenberg – Bösperde – Menden (Sauerland) – Menden (Sauerland) Süd – Lendringsen – Binolen – Volkringhausen – Sanssouci – Balve – Garbeck – Küntrop – Neuenrade Stand: Fahrplanwechsel Dezember 2023 | 60 min (werktags) 120 min (sonn- und feiertags) |

Der Busverkehr wird heute überwiegend durch die Märkische Verkehrsgesellschaft (MVG) und die Busverkehr Ruhr-Sieg (BRS) sowie den Bürgerbus Balve durchgeführt.

### Medien
Zwei Zeitungen veröffentlichen Lokalteile: Westfalenpost und Süderländer Volksfreund.
Kostenlose Anzeigenblätter mit redaktionellen Teilen sind der Stadtspiegel, der Bote und die monatlich erscheinende Hönne-Zeitung (bis Ende 2022 in gleicher Aufmachung unter dem Namen Hönne-Express). Diese (Auflage: rund 6.200 Exemplare) verfügt über umfangreiche redaktionelle Teile und versteht sich heute in der Nachfolge der Ende 1982 eingestellten Hönnezeitung, die bis dahin wöchentlich im Balver Verlag Zimmermann erschien. Er gibt auch die heutige Hönne-Zeitung heraus. Die Hönnezeitung war über viele Jahrzehnte als „Bekanntmachungs- und Geschäftsanzeiger für die Städte Balve und Neuenrade“ das maßgebliche Pressemedium der Stadt Balve und der umliegenden Gemeinden. Sie wurde im Jahr 1928 erstmals aufgelegt und führte auf der Titelseite das Motto: „Keiner Partei, nur dem Gemeinwohl verpflichtet“.
Der lokale Hörfunk für NRW erfolgt in Balve durch Radio MK, dem durch die Landesanstalt für Medien der Sendestandort Nr. 70 Frequenz 94,6 zugewiesen ist.

### Öffentliche Einrichtungen

#### Behörden
Das Rathaus befindet sich am Widukindplatz 1. Am Ort befinden sich das Bürgerbüro sowie Außenstellen des Märkischen Kreises wie das Jugendamt.

#### Gesundheitswesen
- Krankenhaus: Ein Krankenhaus wurde bis 2012 von der Katholischen Hospitalvereinigung im Märkischen Kreis betrieben. Im Januar 2012 wurde bekannt gegeben, dass das Krankenhaus aus wirtschaftlichen Gründen geschlossen werden soll.[80] Am 15. Mai 2012 wurde der Klinikbetrieb offiziell eingestellt.
- Ambulante Versorgung: In Balve sind 5 Fachärzte für Allgemeinmedizin in 3 Praxen tätig. Weiter sind eine Gynäkologin, sowie ein Augenarzt in eigener Praxis niedergelassen. Zudem sind 7 Zahnärzte in 5 Praxen tätig und Balve hat 2 Apotheken. Gesundheitscampus Sauerland St. Marien-Balve: Es befindet sich seit 2013 im Gebäude des ehemaligen Krankenhauses in Balve und beherbergt das Medizinischem Versorgungs-Zentrum (MVZ) St. Damian mit Fachärzten.

Die rettungsdienstliche Versorgung wird über einen 24 Stunden besetzten Rettungswagen des Kreises sichergestellt. Der Stadtverband des Malteser Hilfsdienstes bietet in Zusammenarbeit mit ehrenamtlichen Fahrern einen Mahlzeitendienst an.

### Bildung

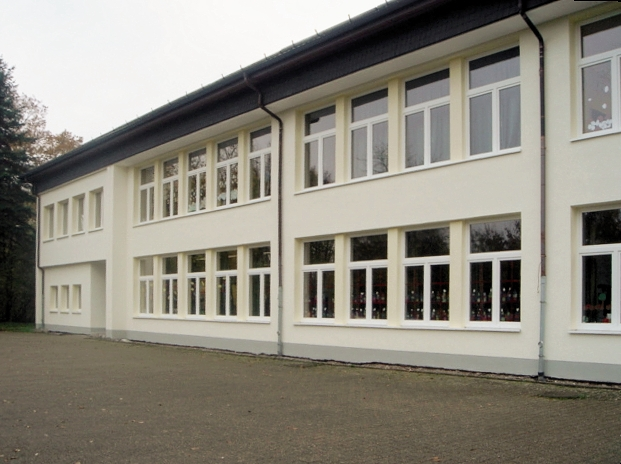
Teilansicht Grundschule Balve

- Schulen: Die örtliche Grundschule in der Kernstadt ist die Gemeinschaftsgrundschule St. Johannes Balve. Es gibt weitere Grundschulen in den Ortsteilen Garbeck und Beckum. Weiter gibt es in Balve die Städtische Realschule.
- Kindergärten: Für die Kinder im Vorschulalter gibt es in Balve die konfessionell gebundenen Kindergärten der katholischen und der evangelischen Kirchengemeinde. Im Balver Ortsteil Langenholthausen befindet sich zusätzlich ein Kindergarten in Trägerschaft des DRK. Weitere Kindergärten finden sich unter anderen auch in Garbeck.
- Musikerziehung: Für die Musikerziehung findet sich in Balve eine private Musikschule. Eine Privatinitiative bietet in den Räumen der katholischen Kirchengemeinde Jazztanz für Kinder an. Die nächsten städtischen Musikschulen befinden sich in Menden, Werdohl oder Iserlohn.
- Weitere Einrichtungen: Balve verfügt über eine städtische Bücherei, die von einem Förderverein unterstützt wird. Die Bücherei bietet auch unregelmäßig Kleinkunst für Kinder an.

In Balve gibt es keine gymnasiale Oberstufe bzw. Sekundarstufe II. Schüler, die das Abitur anstreben und ein Gymnasium oder eine Gesamtschule besuchen wollen, müssen dazu in die Nachbarstädte pendeln. In Menden befinden sich das städtische Gymnasium an der Hönne (GHM), die städtische Gesamtschule und das kirchliche Walburgisgymnasium. Diese Schulen können aus dem Balver Stadtgebiet mit Bussen und der Hönnetalbahn erreicht werden. Busse und Züge nach Menden erschließen die Kernstadt, Beckum, Eisborn, Garbeck und Volkringhausen. In Sundern gibt es ebenfalls ein städtisches Gymnasium (SGS). Der Schulbus nach Sundern fährt durch Garbeck, Balve, Langenholthausen und Mellen.

## Persönlichkeiten

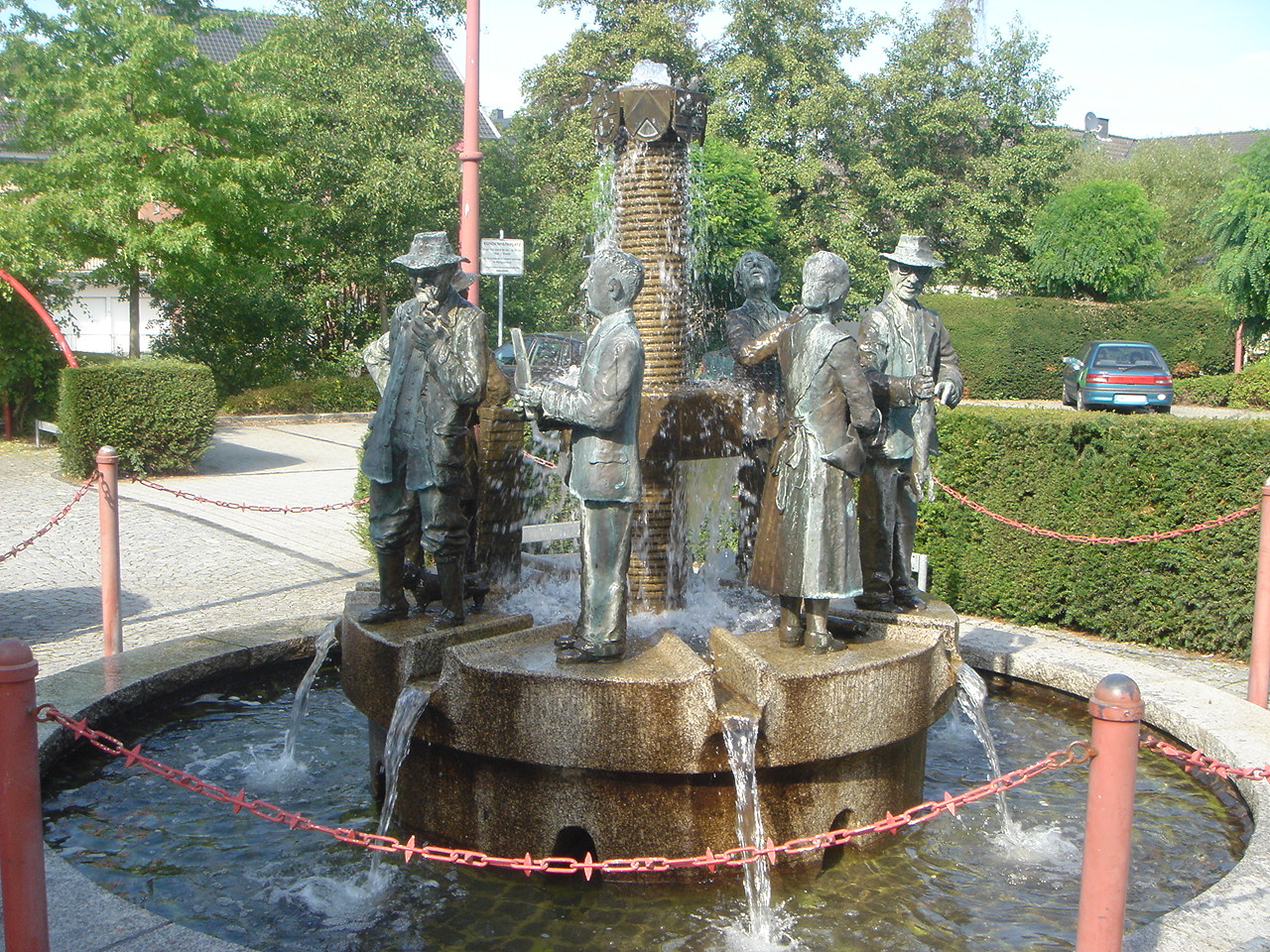
Stadtbrunnen in der Nähe der Sparkasse

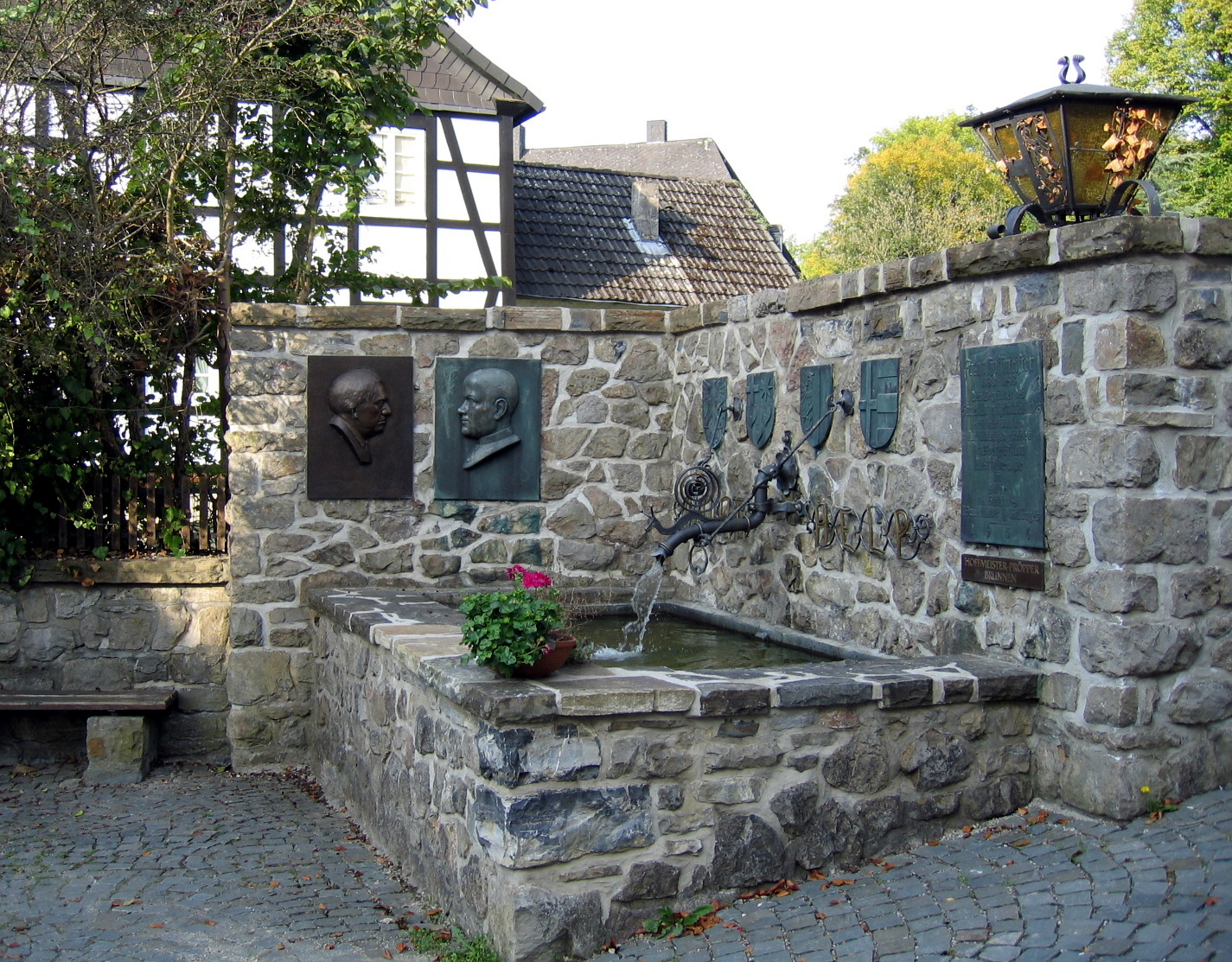
Hoffmeister-Pröpper-Brunnen

### Ehrenbürger
- Franz Amecke (1861–1933), Dechant
- Wilhelm Boeddicker, Dechant
- Josef Pütter (1890–1982), Heimatforscher
- Theodor Pröpper (1896–1979), Kirchenmusikdirektor
- Dieter Graf Landsberg-Velen (1925–2012), Vizepräsident des NOK (Nationales Olympisches Komitee), Ehrenpräsident des Malteser Hilfsdienst Deutschland und der Deutschen Reiterlichen Vereinigung

### Söhne und Töchter der Stadt
- Franz Cramer (1740–1796), Benediktiner, Professor in Bonn
- Hermann Schüler (1840–1926),[82] Kommerzienrat, jüdischer Kaufmann, gründete 1872 das Bankhaus Hermann Schüler in Bochum. Ob Hermann Schüler die Ehrenbürgerschaft der Stadt Balve verliehen wurde,[83] ist nicht gesichert.[84]
- Franz Anton Höynck (1842–1920), Geistlicher und Landesgeschichtsforscher
- Carl Canaris (1852–1904), Industrieller
- Franz Droege (1863–1930), preußischer Beamter
- Paul Schneider (1872–1936), Jurist und Politiker, Bürgermeister von Arnsberg
- Josef Grendel SVD (1878–1951), Theologe, 4. Generalsuperior der Steyler Missionare
- Kunigundis Vedder (1881–1943), Steyler Missionsschwester und Märtyrin
- Theodor Pröpper (1896–1979), Komponist, Kirchenmusiker und Heimatdichter
- Hugo Eickhoff (1905–1972), Hals-Nasen-Ohrenarzt und Hochschullehrer
- Franz Lenze (1910–2005), Politiker (CDU), MdB von 1953 bis 1972
- Friedrich Sommer (1912–1998), Mathematiker, Professor in Bochum
- Christa Biederbick (* 1940), Künstlerin
- Werner Post (1940–2018), römisch-katholischer Theologe und Philosoph
- Thomas Pröpper (1941–2015), katholischer Dogmatiker und Fundamentaltheologe
- Harald Polenz (* 1949), Autor und Journalist
- Franz-Georg Rips (* 1949), Präsident des Deutschen Mieterbundes
- Dorothee Gall (1953–2023), Klassische Philologin, Hochschullehrerin
- Jürgen Wassmuth (* 1955), Fotograf
- Ulrich Schlotmann (* 1962), Schriftsteller
- Jürgen Antoni (* 1964), Politiker (SPD, AfD)
- Maria Knissel (* 1964), Autorin
- Esther Riecke-Volkmann (* 1969), Künstlerin
- Kathrin Heinrichs (* 1970), Autorin und Kabarettistin
- Marco Voge (* 1979), Politiker (CDU)
- Tobi Schäfer (* 1980), Radiomoderator bei 1 Live
- Kimberly Drewniok (* 1997), Volleyballspielerin

### Persönlichkeiten, die vor Ort gewirkt haben
- 1922, Franz Hoffmeister (1898–1943), Vikar und Begründer des Sauerländer Heimatbundes
- 1949–1998, Hermann Wedekind (1910–1998), Ehrenpräsident und langjähriger künstlerischer Leiter der Festspiele Balver Höhle